# Duffel

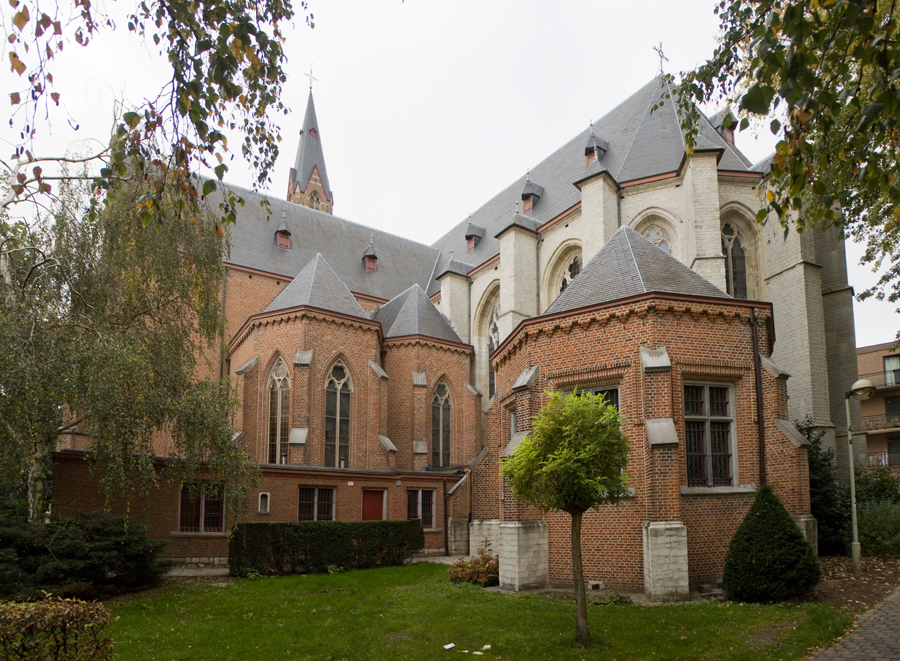
Sint-Martinuskerk

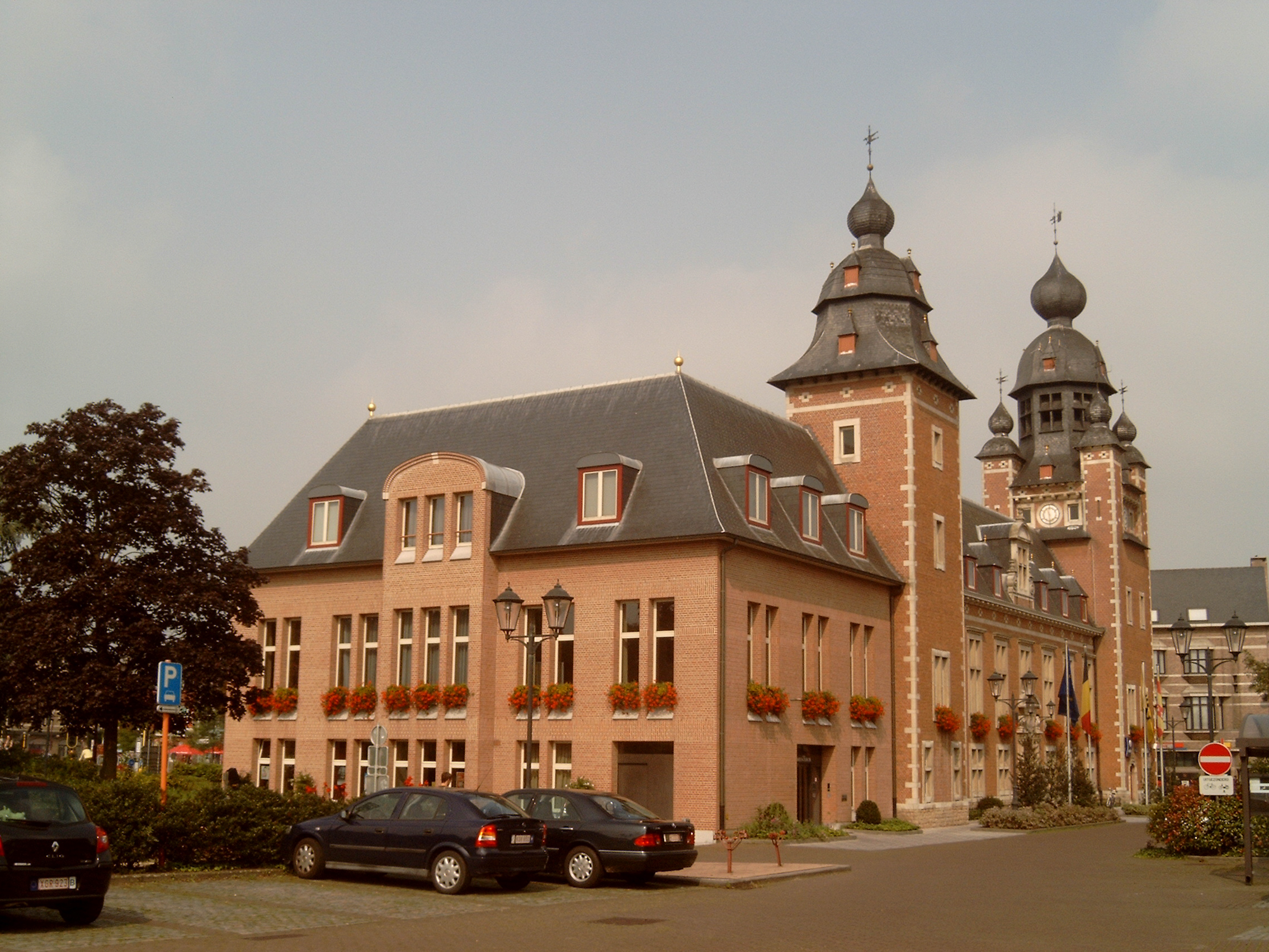
Gemeentehuis

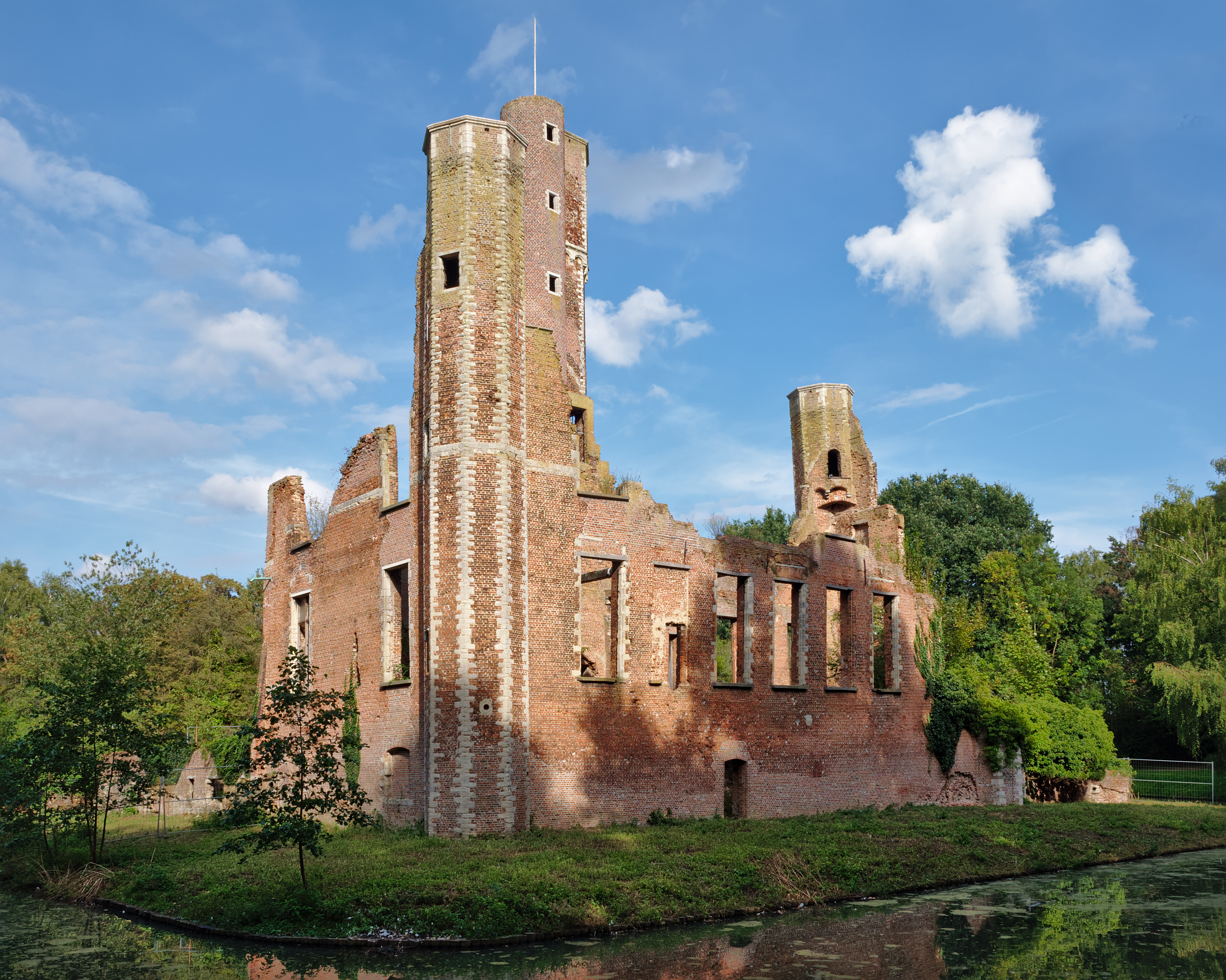
Kasteel ter Elst

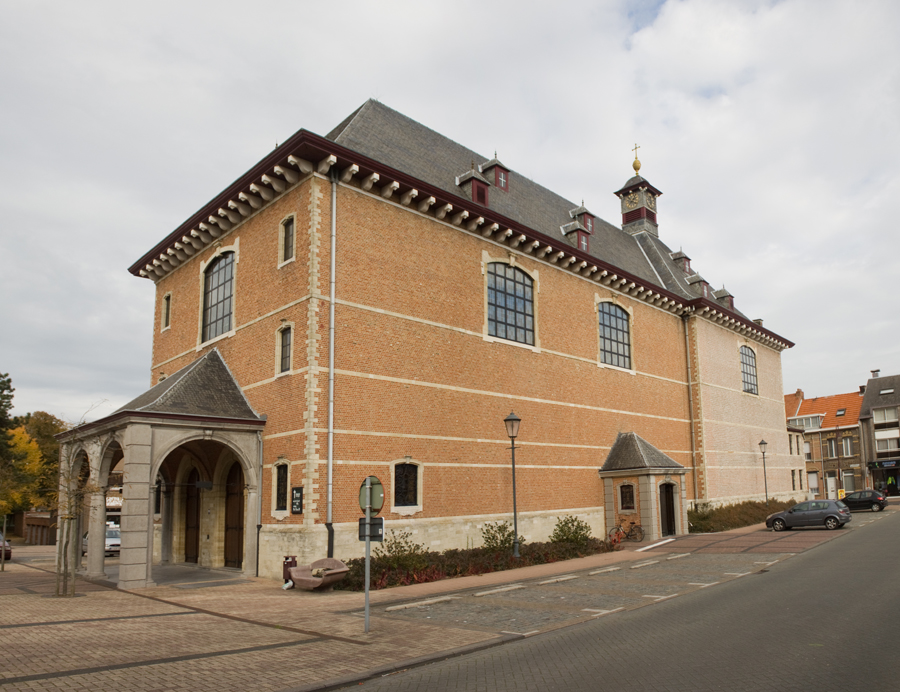
Onze-Lieve-Vrouw van Goede Wilkerk

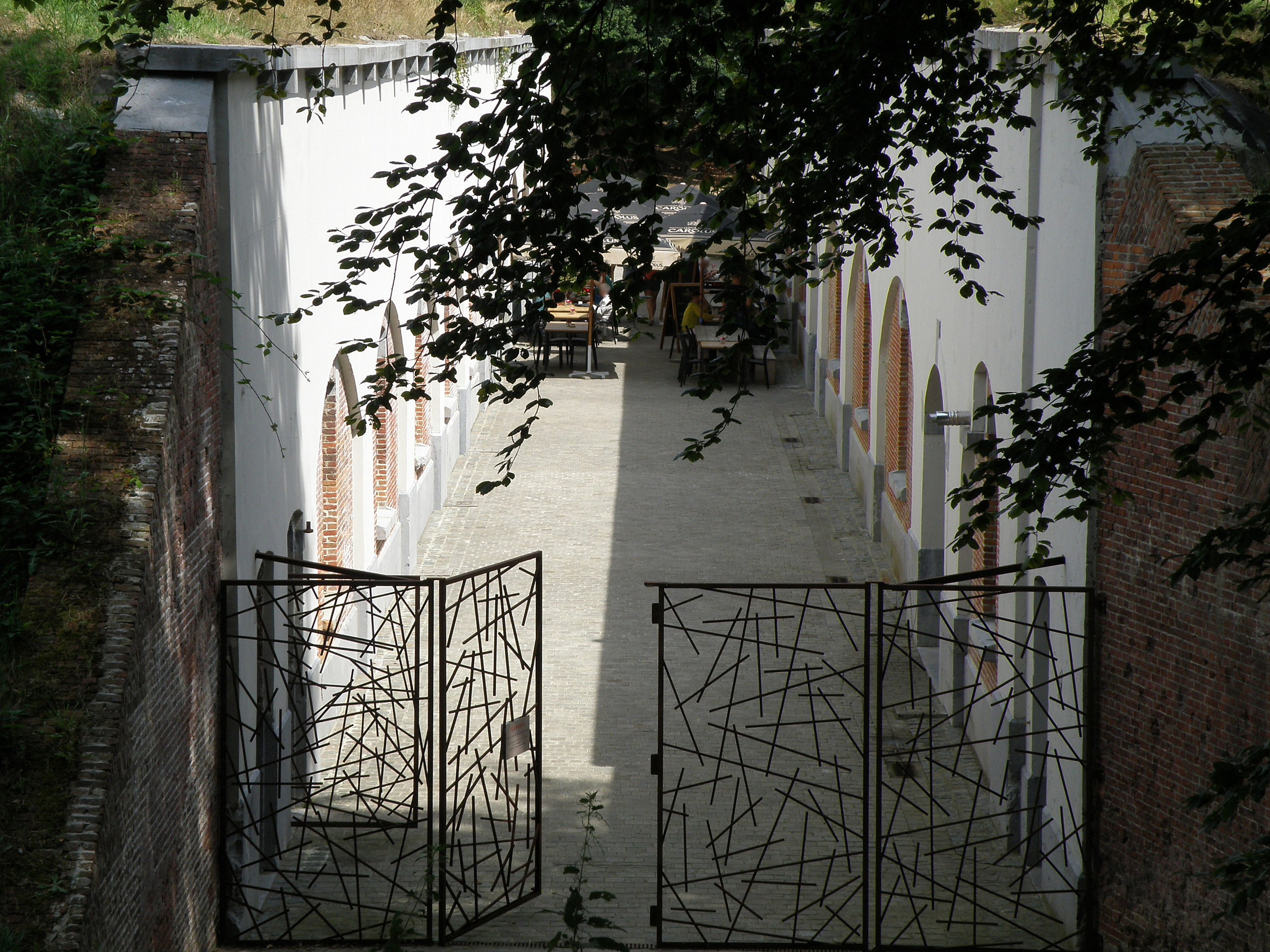
Fort van Duffel

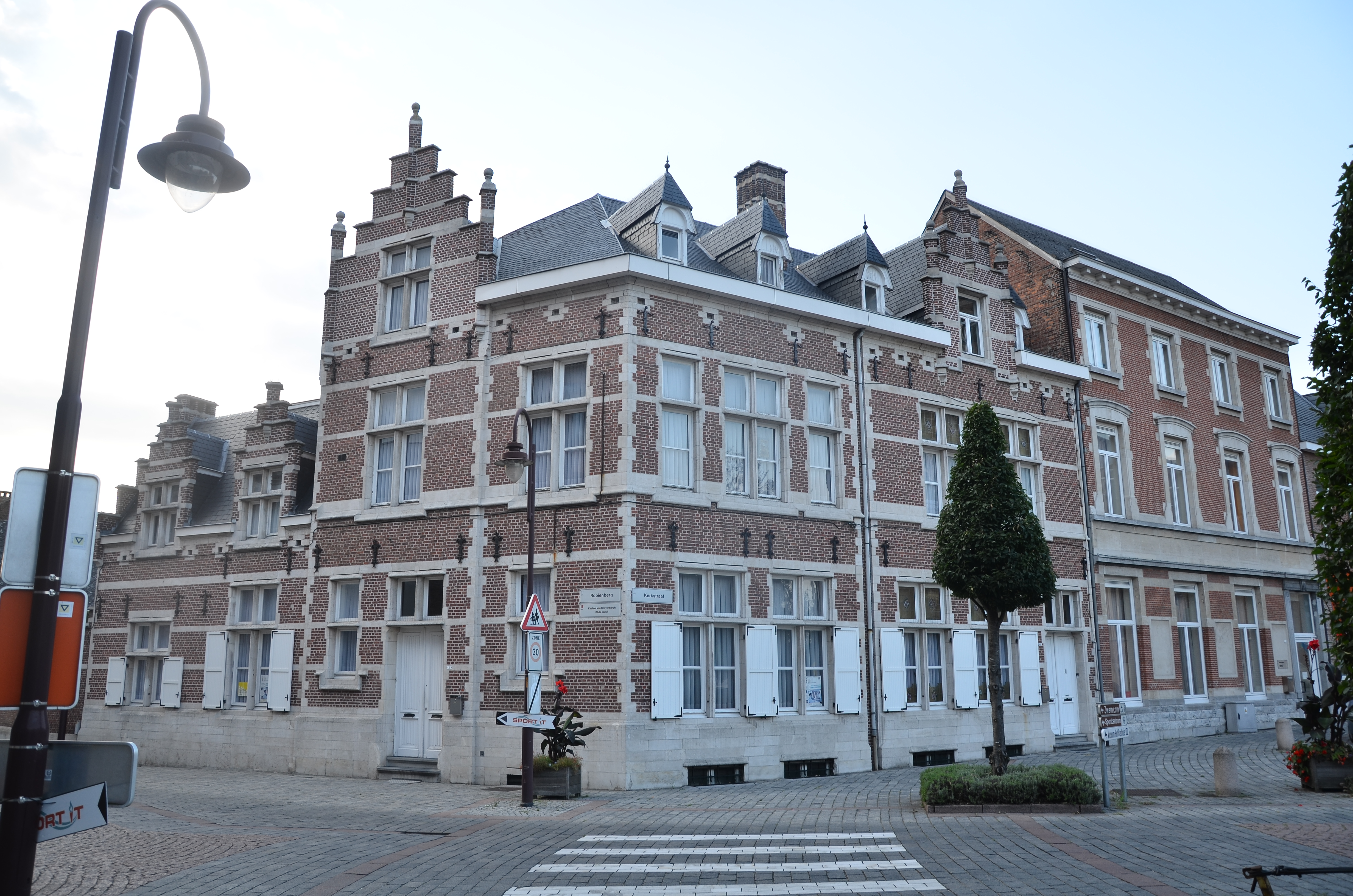
Kerkstraat 46

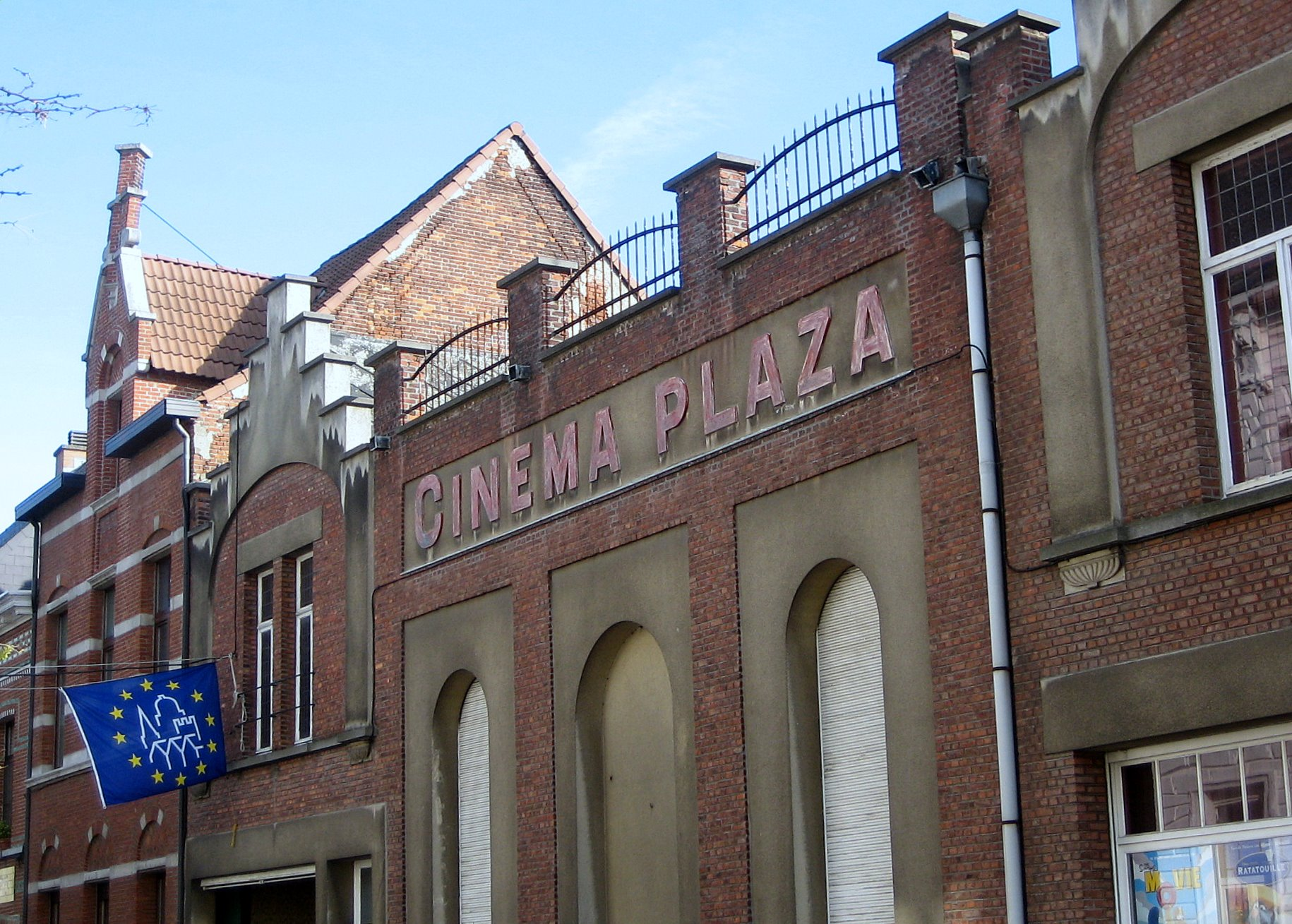
Cinema Plaza

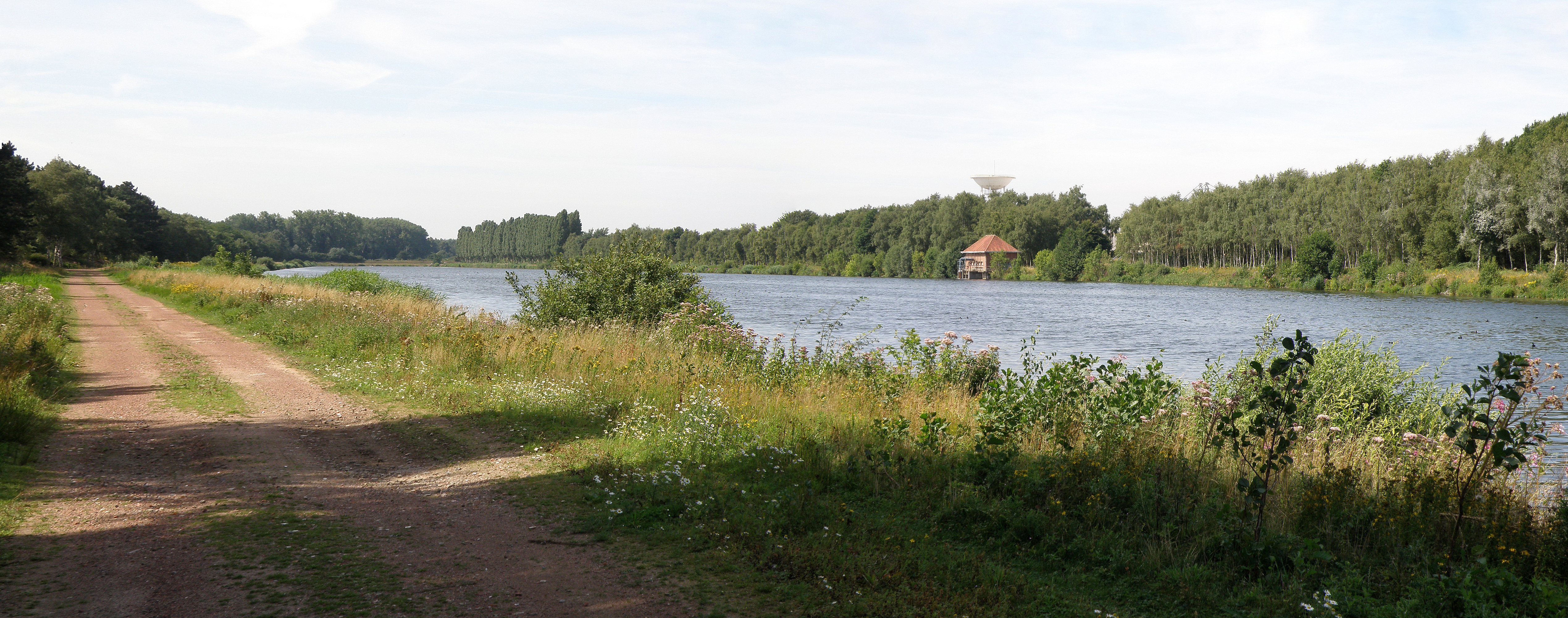
Waterbekken

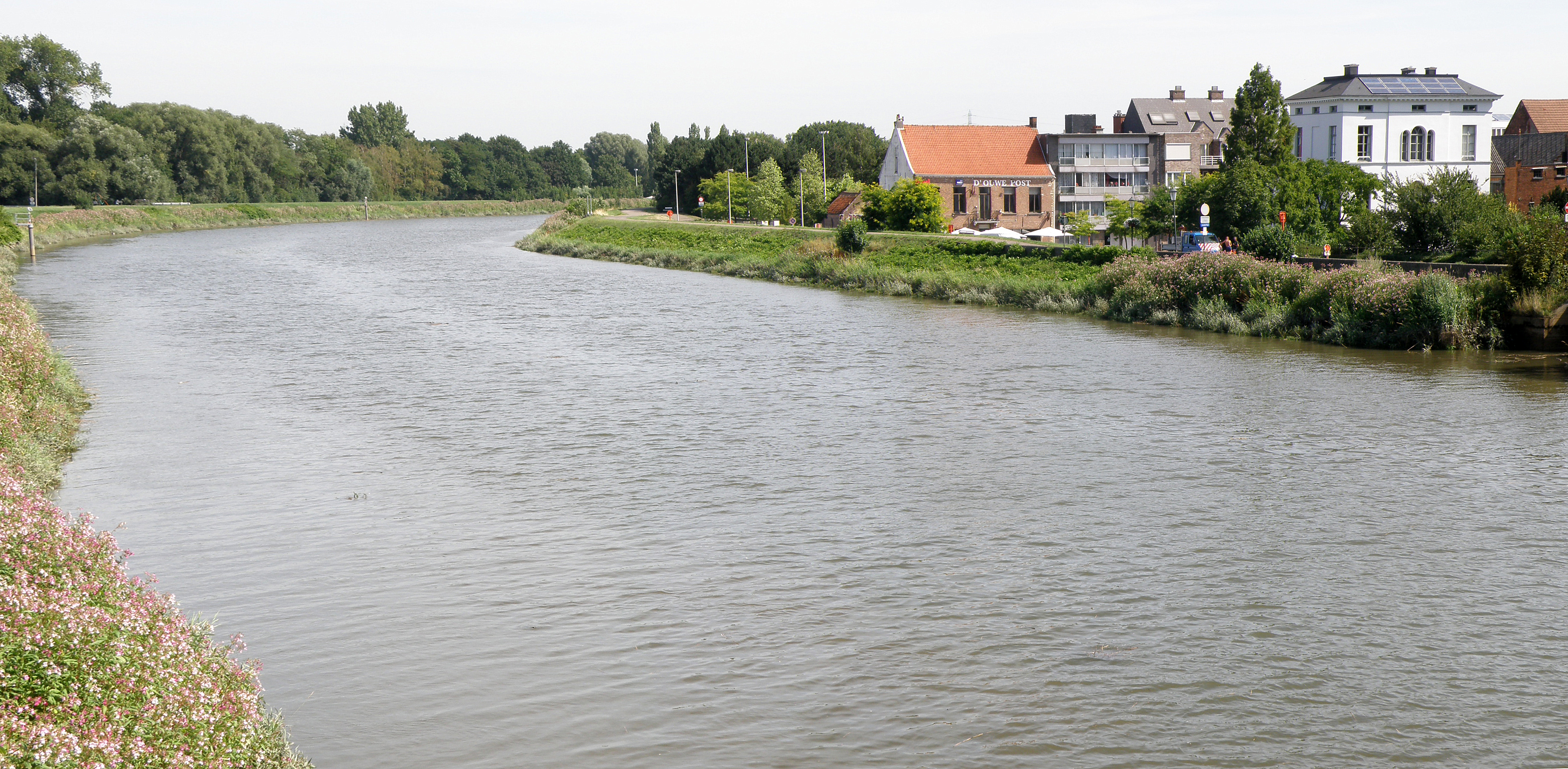
Nete, met rechts kasteeltje Perwijzebroek

Duffel is een plaats en gemeente in de Belgische provincie Antwerpen en behoort tot de geografische streek de (Mechelse) Groentestreek. De gemeente is de hoofdplaats van het kieskanton Duffel en behoort tot het gerechtelijk kanton Lier. Duffel ligt aan de rivier de Nete en telt ruim 18.000 inwoners.

## Toponymie
De naam Duffel is afgeleid van de oudere vorm Duffla. Deze werd voor het eerst vermeld in het jaar 1059. Later veranderde de naam naar Duffle (voor 1350) en Duffele (na 1350). Vanaf 1684 dragen alle documenten de huidige naam.
Het toponiem Duffel is vermoedelijk een tweeledige naam (Duff en le). Duff zou volgens deskundigen afgeleid zijn van het Keltische woord dubro (water). le zou een verwijzing zijn naar lo dat op zijn beurt afgeleid zou zijn van het Latijnse locus (plaats). Duffel zou dan "plaats bij het water" betekenen. Er werden alleszins verschillende bewijzen van Keltische bewoning zijn gevonden (vergelijk met de vondst van een bladvormige bronzen lanspunt en een ijzeren haardketting).
Andere bronnen beweren echter dat het eerste lid van de naam (Duff) zou verwijzen naar de Frankische uitdrukking ten (h)uffel, wat "ten heuvel" betekent. Ook dit is een mogelijkheid aangezien de gemeente ontstond uit twee op heuvels gelegen verhevenheden (vergelijk met de Kwakkelenberg in Duffel-Oost en de Rooienberg in Duffel-West).

## Geschiedenis
Over de allervroegste geschiedenis van Duffel is zeer weinig bekend, hoewel er verschillende artefacten op het grondgebied werden gevonden. Zo trof men tal van gefossiliseerde skeletresten uit de laatste ijstijd aan tijdens de aanleg van de bezinkbekkens van de Antwerpse Waterwerken (1952-1955).

### Neolithicum
De eerste sporen van menselijke bewoning stammen uit de Bronstijd (1600-500 v. Chr.). Vermoedelijk woonde er in deze periode een Keltische stam op het grondgebied van het huidige Duffel, nabij een doorwaadbare plaats van de Nete. Uit deze periode stamt namelijk de vondst van een bronzen lanspunt van 38 bij 8 cm, een typisch onderdeel uit de traditionele wapenuitrusting van de Kelten. Deze werd ontdekt tijdens graafwerken van een nieuwe bedding voor de Nete in 1932. In 1954 vond een arbeider in het Voogdijbroek, tijdens de graafwerken voor de AWW een ijzeren haardketting (die vermoedelijk uit de La Tène III-periode stamt) en een eiken mikstok (waarvan de herkomst en het nut onbekend zijn).

### Gallo-Romeinse Tijd
Tijdens een uitzaveling langs de Mechelsebaan in 1950 werd er een scherf van Romeins aardewerk opgediept. Daarnaast werd er tijdens dreggingswerken in 1963 in de Nete een zilveren pannetje met een rijk versierde steel gevonden. De steel van het pannetje was versierd met een vrouwengezicht geflankeerd door het profiel van twee panters, een bladmotief met een afbeelding van Mercurius, een bok en ten slotte twee vogels met een lange bek.
In 2020 werden bij de graafwerken voor de gymhal de resten van een 2000 jaar oude Romeinse waterput en enkele fragmenten gevonden. De opgraving werd door de lokale filmclub in beeld gebracht.

### Middeleeuwen
De oude naam van Duffel (Duffla) duikt voor de eerste maal in de annalen der geschiedenis op in 1059 en was eertijds verdeeld in drie heerlijkheden, namelijk Duffla Hoogheid, Duffla Voogdij en ten slotte Duffla Perwijs.
- Duffla Hoogheid: Deze heerlijkheid was, zo weten we uit de oudst-gekende bronnen, in handen van de gebroeders Hildincshusen, heren van Ter Elst (destijds eigenaars van het nog bestaande Kasteel ter Elst). Vervolgens kwam ze in handen van de Heren van Grimbergen en nog later werd het gebied eigendom van de Mechelse Berthouts.
- Duffla Voogdij: Deze heerlijkheid was aanvankelijk in handen van de abdij van Nijvel tot ze aan het einde van de 13de eeuw werd toegeëigend door de familie Van Wesemael.
- Duffla Perwijs: Deze heerlijkheid, zo leert ons de geschiedenis, was aanvankelijk in handen van de heren van Grimbergen, vervolgens ging het over naar de Mechelse Berthouts en kwam ten slotte in handen van de Duffelse tak van deze familie.

### Ancien régime

#### Duffels laken
Vanaf de 15de eeuw kent de gemeente een ware bloeiperiode dankzij de weefnijverheid, zo worden de Duffelse lakens uitgevoerd naar onder andere Lübeck, Riga en Keulen en later ook naar Spanje en Portugal. In de Nederlands stad Leiden wordt het vervaardigingsproces overgenomen en ontstaat een eigen lakennijverheid. Aldus ontstaat, naast de naam voor de plaats ook het woord "duffel" met de betekenis "zware, ruwe stof van wol", tegenwoordig het meest bekend van de duffeljas. Duffel groeit in deze periode uit tot een zeer vermaard, rijk bewoond gebied met buitengewoon veel mooie huizen. Kasteel Ter Elst, Muggenberg en het hoogkoor van de Sint-Martinuskerk herinneren hier nog aan.

#### Schuttersgilden
Er werden in deze periode ook drie schuttersgilden (de Gilde van de Edele Voet- of Kruisboog van Sint-Joris, de Oude Gilde van Sint-Sebastiaan en de Jonge Gilde van Sint-Sebastiaan) en twee religieuze "broederschappen" (Gulde van Sint-Martinus en de Onse Vrouwe Gulde van Duffele) opgericht. De Duffelse schuttersverenigingen waren zo succesvol dat ze onder andere in 1497 de eerste prijs behaalden in een vermaard schietspel in Mechelen. Dit inspireerde de bewoners om zelf ook een schuttersfeest in te richten. Tijdens deze festiviteiten werd er elke avond een toneelopvoering georganiseerd. Zo ontstonden de rederijkerskamers vanaf de 16de eeuw. De Tachtigjarige Oorlog (1568-1648) luidde het verval van de welvaart in.
In het begin van de 17de eeuw komen de drie "Duffels" in het bezit van de familie van Merode, markiezen van Deinze. Elk van de heerlijkheden behoudt echter zijn eigen schepenbank en het duurt nog tot 1796 vooraleer de gemeente onder Frans bestuur verenigd wordt.

### Moderne Tijd
De gemeente groeide stilaan uit tot een klein handels- en industriecentrum, in tegenstelling tot de meeste andere dorpen van het Mechelse arrondissement die zich rond 1840 vrijwel uitsluitend bezighielden met de landbouw. Dit was mogelijk dankzij de ligging langs de Nete en de nieuwe spoorlijn Brussel-Antwerpen. Deze zorgde immers voor een vlotte verbinding met de belangrijkste steden en de Haven van Antwerpen. In deze periode floreerde vnl. de handel in kalk, hout en steenkolen.
Met de komst van een met stoommachines uitgeruste wollen stoffenfabriek (producent van het vermaarde duffel), deed de industriële revolutie haar intrede in Duffel. Enkele decennia later volgden de steenbakkerijen (met ruim 500 arbeiders een van de belangrijkste werkgevers in die periode in Duffel) en kort na 1900 de papierfabriek G. Morrees en Cie (later de Papeteries Anversoises). De industrialisatie zal zich vanaf dan vooral verder zetten langs de Nete, en brengt in de 20ste eeuw onder andere een nikkelfabriek, Scott, Transpac en Sidal naar Duffel.
De Eerste Wereldoorlog ten slotte brengt een golf van verwoesting en vernieling over het Netedorp, waar tijdens de Slag rond de Nete het ganse centrum in puin wordt gelegd. Ook het kasteel Ter Elst heeft hier zichtbaar zwaar onder te lijden gehad.

## Geografie

### Hydrografie
Duffel heeft een uitgebreide hydrografie met de Beneden-Nete, het wachtbekken Eekhoven en vijf bezinkbekkens van water-link (vroeger Antwerpse Waterwerken). Daarnaast telt de gemeente tal van beken die alle in de Nete afwateren.
- De Nete doorstroomt de gemeente van het noordoosten naar het zuidwesten, doorheen de geschiedenis zijn er herhaaldelijke pogingen ondernomen om de meanders te verwijderen en alzo de Netebedding rechter te maken. Dit proces blijkt nog uit de benaming ‘Oude Nete’ die gebruikt wordt voor de weilanden (nu woestenijen) in het Voogdijbroek.
- Op de oostoever wateren er vijf beken af in de Nete. Met name de Itterbeek, de Galgebeek, de Lekbeek en ten slotte de Goorbosbeek. Daarnaast zijn er nog de Reimeurtersbeek en de Hagebeek (die beide uitmonden in de Itterbeek).
- Op de westoever wateren er drie beken af in de Nete. Met name de Scheidingsbeek, de Notmeirloop en de Wouwendonksebeek. Daarnaast vinden we op het Duffelse grondgebied nog de Arkelloop, de Babelsebeek en de Roelaardloop die alle afwateren in de Lachenenbeek ter hoogte van het Hof van Lachenen in Lier. Aldaar mondt de Lachenenbeek op haar beurt uit in de Nete.
- De waterinname voor de wacht- en bezinkingsbekkens van water-link ten slotte gebeurt in Lier op het Netekanaal vanaf de Duffelsluizen, de zuivering gebeurt in Walem, een deelgemeente van Mechelen.

### Topografie
De gemiddelde verhevenheid van de bodem schommelt tussen 3 en 15 meter. De verst verwijderde gronden van zowel de oost- als westoever van de Nete liggen het hoogste (12 tot 15 m). Geleidelijk en zeer regelmatig daalt de bodem af naar het Netedal alwaar de bodemverhevenheid nog slechts 3 tot 5 m bedraagt. Het laagste punt van de gemeente is het Abroek (3 m), het hoogste punt (± 31 m) ligt nabij de Vosberg op de grens met Rumst.

### Kernen
Duffel heeft geen deelgemeenten. De Nete verdeelt het centrum in twee woonkernen. Duffel-West ligt op de rechteroever van de rivier, Duffel-Oost op de linkeroever. Verder oostwaarts, nabij de grens met Lier en Koningshooikt, liggen nog de landelijke gehuchten Itterbeek en Mijlstraat.

### Aangrenzende (deel)gemeenten
| Aangrenzende gemeenten | Aangrenzende gemeenten | Aangrenzende gemeenten | Aangrenzende gemeenten | Aangrenzende gemeenten |
| ---------------------- | ---------------------- | ---------------------- | ---------------------- | ---------------------- |
| Kontich                |                        | Lint                   |                        | Lier                   |
|                        |                        |                        |                        |                        |
| Waarloos               | Koningshooikt          |                        |                        |                        |
|                        |                        |                        |                        |                        |
| Rumst                  |                        | Sint-Katelijne-Waver   |                        | Onze-Lieve-Vrouw-Waver |

## Bezienswaardigheden
- De Sint-Martinuskerk, ten westen van de Nete, is een neogotische kruiskerk, oorspronkelijk als eenbeukige romaanse kerk gebouwd in opdracht van de gebroeders Hildincshusen omstreeks 1150. De oudste delen evenwel dateren van een gotische kerk uit 1486. Het grootste deel van de kerk werd echter opgetrokken in de periode 1860-'65. Na de vernieling in de Eerste Wereldoorlog werd de kerk in de jaren '20 naar die plannen heropgebouwd. Op het plein voor de kerk staat een solitaire zomereik als kapelboom.[5]
- De pastorie van de Sint-Martinusparochie is een neoclassicistisch breedhuis  uit 1846. De tuin van de pastorie sluit aan bij de groene omgeving rond de kerk. Opvallend is de solitaire rode beuk voor de pastorie.[6]
- De parochiekerk gewijd aan Onze-Lieve-Vrouw van Goede Wil, ten oosten van de Nete, werd opgetrokken vanaf 1639 en ingewijd in 1646.
- De Sint-Franciscus van Saleskerk in het gehucht Mijlstraat dateert uit 1902-1904
- Het klooster van het Convent van Betlehem, te Duffel-West
- Het bioscoopcomplex Cinema Plaza uit het interbellum
- Het Kasteel van Perwijsbroeck uit het midden van de 19de eeuw
- Het Kasteel Wouwendonk
- De Maltahoeve is een hoevesite uit 1762, met vermoedelijk een nog oudere kern
- De ruïnes van het Kasteel ter Elst, waarvan de geschiedenis tot diep in de middeleeuwen teruggaat. Na aanzienlijke schade tijdens de Eerste Wereldoorlog, verviel het kasteel geleidelijk tot een ruïne.
- Het Fort van Duffel, dat behoorde tot de buitenste verdedigingsgordel rond Antwerpen. Het werd gebouwd in 1886-1888 en werd in 2014 opengesteld voor bezoek.
- De kapel van Sint-Gummarus en Sint-Rumoldus aan de Stormschranslaan. Kapel in 1688 gebouwd op de plaats waar beide heiligen elkaar zouden ontmoet hebben. In 1971 afgebroken omwille van de wegverbreding en iets verderop heropgebouwd.[7]
- Het standbeeld van Cornelis Kiliaan van 1882, door P.J. De Cuyper, te Duffel-West
- In Duffel zijn nog enkele knoteiken te vinden als relicten van een historische beheersvorm die steeds zeldzamer wordt. Ze staan alleen of in rijen langs waterlopen, wegen en/of perceelsgrenzen. Langs de Bemortelloop en de Goorboslei staat een rij oude knoteiken. Ten westen van visvijver 'De Rode Pen' staat een opvallende solitaire knoteik als hoekboom. En in de buurt van de Mosterdpothoeve staat een beeldbepalende knoteik met een omtrek van 296 cm.[8]  Ook in Euster staan verspreid enkele exemplaren. Verspreid over de gemeente staan naast knoteiken ook knot- populieren en wilgen.

## Parken
- Het Muggenbergpark is het grootste park van de gemeente. Het park ontleent haar naam aan het kasteel dat hier vroeger stond. In de 15de eeuw kwam het in handen van de familie de Merode.[9] Het huidige park wordt gekenmerkt door vijvers, bruggetjes en verspreide bomengroepen. Beeldbepalend zijn de moerascipressen (taxodium distichum) aan de vijver. Verder staat hier ook een solitaire moerascipres met een omtrek van 418 cm (2023).[10] In 2018 werd in dit park een linde (tilia) als vredesboom geplant ter herdenking van het einde van de Eerste Wereldoorlog.
- Het park ter Elst omvat de parkzone met bos rond de ruïne en grachten. Het sluit ruimtelijk aan bij het Muggenbergpark. Het bos bestaat uit waardevolle imheemse boomsoorten zoals zomereik (quercus robur), es (fraxinus excelsior) en meidoorn (craetagus).
- Het park Perwijs werd in 1933 aangekocht door de gemeente en ingericht als park. Het werd in het midden van de 19de eeuw aangelegd in de Engelse landschapsstijl bij het kasteel van Perwijsbroeck.[11] In dit park staan typische parkbomen zoals gewone plataan (platanus hispanica), zomereik (quercus robur), tamme kastanje (castanea sativa) en moerascipres (taxodium distichum). Beeldbepalend zijn de moerascipressen aan de vijver en de solitaire plataan naast het kasteeltje. Dendrologisch waardevol zijn de varenbeuk (fagus sylvatica heterophylla) en de paardenkastanje (aesculus hippocastanum Baumannii).[12]
- De instellingen van het UPC Duffel zijn gelegen in een fraai park met een vijver, brug, gazonvelden, een Mariagrot en typische parkbomen zoals: gewone plataan (platanus x hispanica), rode beuk (fagus sylvatica f. purpurea), treurbeuk (fagus sylvatica Pendula), linde (tilia), tamme kastanje (castanea sativa), zomereik (quercus robur),  Amerikaanse eik (quercus rubra), treurwilg (salix alba Tristis), witte paardenkastanje (aesculus hippocastanum) en enkele ceders. Blikvangers in het park zijn enkele imposante platanen en rode beuken.[13] Ter hoogte van de vijver aan de Rooienberg staat het neoclassicistisch kasteel Kasteel Wouwendonk uit 1850.

## Natuur
- De Babbelbeekse Beemden is een natuurgebied en overstromingsgebied in beheer van Natuurpunt.[14]
- De Mosterdpot-Goorbeekbosvallei is een natuurgebied eveneens in beheer van Natuurpunt en bestaat onder meer uit eikenberkenbos en essen- en elzenbroekbos.[15]
- Het fort van Duffel herbergt een belangrijkse vleermuizenpopulatie.[16] Op de site werden na de Eerste Wereldoorlog volop eiken, elzen en acacia's geplant en beheerd als hakhout. Deze hebben zich verder ontwikkeld tot opmerkelijke hakhoutstoven.[17]
- Het Mouriaubos te midden van een woonwijk met enkele dreven van linde, gewone en rode beuken.

## Demografie

### Demografische ontwikkeling
- Bronnen:NIS, Opm:1806 tot en met 1981=volkstellingen; 1990 en later= inwonertal op 1 januari

| Inwoners van jaar tot jaar op 1 januari 1992 tot heden | Inwoners van jaar tot jaar op 1 januari 1992 tot heden | Inwoners van jaar tot jaar op 1 januari 1992 tot heden |
| jaar                                                   | Aantal                                                 | Evolutie: 1992=index 100                               |
| ------------------------------------------------------ | ------------------------------------------------------ | ------------------------------------------------------ |
| 1992                                                   | 15.221                                                 | 100,0                                                  |
| 1993                                                   | 15.321                                                 | 100,7                                                  |
| 1994                                                   | 15.409                                                 | 101,2                                                  |
| 1995                                                   | 15.453                                                 | 101,5                                                  |
| 1996                                                   | 15.589                                                 | 102,4                                                  |
| 1997                                                   | 15.742                                                 | 103,4                                                  |
| 1998                                                   | 15.767                                                 | 103,6                                                  |
| 1999                                                   | 15.896                                                 | 104,4                                                  |
| 2000                                                   | 15.971                                                 | 104,9                                                  |
| 2001                                                   | 15.938                                                 | 104,7                                                  |
| 2002                                                   | 16.005                                                 | 105,2                                                  |
| 2003                                                   | 16.009                                                 | 105,2                                                  |
| 2004                                                   | 15.957                                                 | 104,8                                                  |
| 2005                                                   | 15.991                                                 | 105,1                                                  |
| 2006                                                   | 16.019                                                 | 105,2                                                  |
| 2007                                                   | 16.140                                                 | 106,0                                                  |
| 2008                                                   | 16.238                                                 | 106,7                                                  |
| 2009                                                   | 16.429                                                 | 107,9                                                  |
| 2010                                                   | 16.577                                                 | 108,9                                                  |
| 2011                                                   | 16.770                                                 | 110,2                                                  |
| 2012                                                   | 16.941                                                 | 111,3                                                  |
| 2013                                                   | 17.037                                                 | 111,9                                                  |
| 2014                                                   | 17.119                                                 | 112,5                                                  |
| 2015                                                   | 17.131                                                 | 112,5                                                  |
| 2016                                                   | 17.292                                                 | 113,6                                                  |
| 2017                                                   | 17.302                                                 | 113,7                                                  |
| 2018                                                   | 17.385                                                 | 114,2                                                  |
| 2019                                                   | 17.491                                                 | 114,9                                                  |
| 2020                                                   | 17.664                                                 | 116,1                                                  |
| 2021                                                   | 17.714                                                 | 116,4                                                  |
| 2022                                                   | 17.770                                                 | 116,7                                                  |
| 2023                                                   | 17.982                                                 | 118,1                                                  |
| 2024                                                   | 18.062                                                 | 118,7                                                  |
| 2025                                                   | 18.100                                                 | 118,9                                                  |

## Politiek

### Structuur
De Belgische gemeente Duffel wordt bestuurd door het schepencollege en burgemeester Sofie Joosen (N-VA), dit is de uitvoerende macht op lokaal niveau. De wetgevende macht op lokaal niveau is de gemeenteraad.
| Duffel           | Duffel           | Supranationaal         | Nationaal                         | Nationaal           | Gemeenschap         | Gewest              | Provincie           | Arrondissement    | Provinciedistrict | Kanton          | Gemeente        |
| ---------------- | ---------------- | ---------------------- | --------------------------------- | ------------------- | ------------------- | ------------------- | ------------------- | ----------------- | ----------------- | --------------- | --------------- |
| Administratief   | Niveau           | Europese Unie          | België                            | België              | Vlaanderen          | Vlaanderen          | Antwerpen           | Mechelen          | Mechelen          | Mechelen        | Duffel          |
| Administratief   | Bestuur          | Europese Commissie     | Belgische regering                | Belgische regering  | Vlaamse regering    | Vlaamse regering    | Deputatie           | Deputatie         | Deputatie         | Deputatie       | Gemeentebestuur |
| Administratief   | Raad             | Europees Parlement     | Kamer van volksvertegenwoordigers | Vlaams Parlement    | Vlaams Parlement    | Vlaams Parlement    | Provincieraad       | Provincieraad     | Provincieraad     | Provincieraad   | Gemeenteraad    |
| Kiesomschrijving | Kiesomschrijving | Nederlands Kiescollege | Kieskring Antwerpen               | Kieskring Antwerpen | Kieskring Antwerpen | Kieskring Antwerpen | Kieskring Antwerpen | Mechelen-Turnhout | Lier              | Duffel          | Duffel          |
| Verkiezing       | Verkiezing       | Europese               | Federale                          | Federale            | Vlaamse             | Vlaamse             | Provincieraads-     | Provincieraads-   | Provincieraads-   | Provincieraads- | Gemeenteraads-  |

#### Schepencollege
- Burgemeester: Sofie Joosen (N-VA)
- Bijzonder comité voor de sociale dienst-voorzitter: Lili Stevens (CD&V+)
- Schepencollege: Luc Van Houtven (CD&V+), Dirk Broes (N-VA), Isabel Glorie (N-VA) en Kristoff Van Genechten (N-VA).

#### Gemeenteraad
- CD&V: Luc Wuyts, Jos Hellemans, Koen Ghys
- Groen: Staf Aerts, Anne Resseler, Kris De Smet, Benjamin Van Wijnendaele, Benny Sneyers, Wim Reyntjens, Anne Smets
- N-VA: Chris De Vos, Marc Van der Linden, Dirk Verbist, Ivan Blauwhoff, Gerrit Goovaerts, Werner Van Hoeck, Tinne Neutjens
- Vlaams Belang: Karin Meeus, Bert Vermijlen

### Geschiedenis

#### (Voormalige) burgemeesters

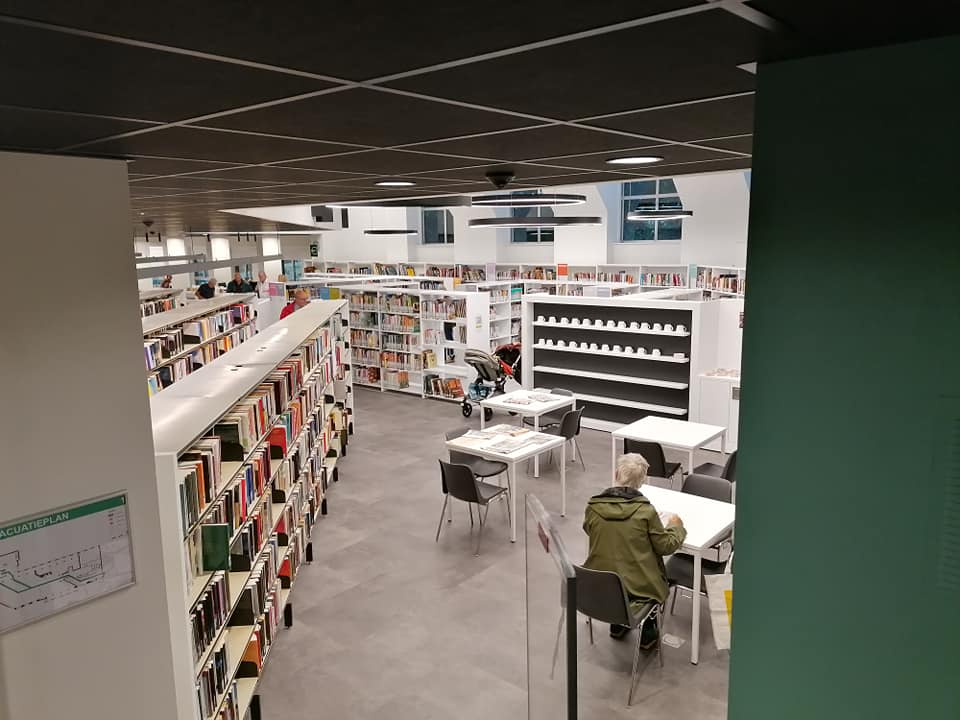
Binnenzicht van de in 2021 vernieuwde bib.

| Periode | Periode     | Burgemeester                       |
| ------- | ----------- | ---------------------------------- |
|         | 1796 - 1800 | Petrus Franciscus Van Noten        |
|         | 1800 - 1802 | Frans Van den Eynde                |
|         | 1803 - 1807 | Frans Jacob Ghislenus de Basserode |
|         | 1808 - 1827 | Petrus Gommarus Spruyt             |
|         | 1827 - 1830 | Karel Antoon Gilles                |
|         | 1830 - 1836 | Jan Frans De Ridder                |
|         | 1836 - 1842 | Martinus Reypens                   |
|         | 1843 - 1848 | August Hermans                     |
|         | 1849 - 1860 | Jan Frans De Ridder                |
|         | 1861 - 1863 | Petrus Gommarus Van Holen          |
|         | 1864 - 1872 | Joseph Auguste Schuermans          |
|         | 1873 - 1882 | Petrus Joseph Temmerman            |
|         | 1882 - 1895 | Petrus Franciscus Stuyck           |

| Periode | Periode      | Burgemeester                             |
| ------- | ------------ | ---------------------------------------- |
|         | 1896 - 1912  | Louis Sels                               |
|         | 1913 - 1919  | Jozef Verberck                           |
|         | 1919 - 1926  | Jos B. Janssens                          |
|         | 1927 - 1932  | Louis D'Hoogh                            |
|         | 1933 - 1934  | Paul Stevens                             |
|         | 1934 - 1941  | Emiel Van Hamme (Kath. Verbond)          |
|         | 1942 - 1944  | Julien Mariën (VNV, oorlogsburgemeester) |
|         | 1944 - 1976  | Emiel Van Hamme (CVP)                    |
|         | 1977 - 1990  | René Nauwelaerts (CVP)                   |
|         | 1990 - 2000  | Clem Van Winkel (CVP)                    |
|         | 2001 - 2012  | Guido De Vos (CVP / CD&V)                |
|         | 2013 - 2018  | Marc Van der Linden (N-VA)               |
|         | 2019 - heden | Sofie Joosen (N-VA)                      |

#### Legislatuur 1977-1982

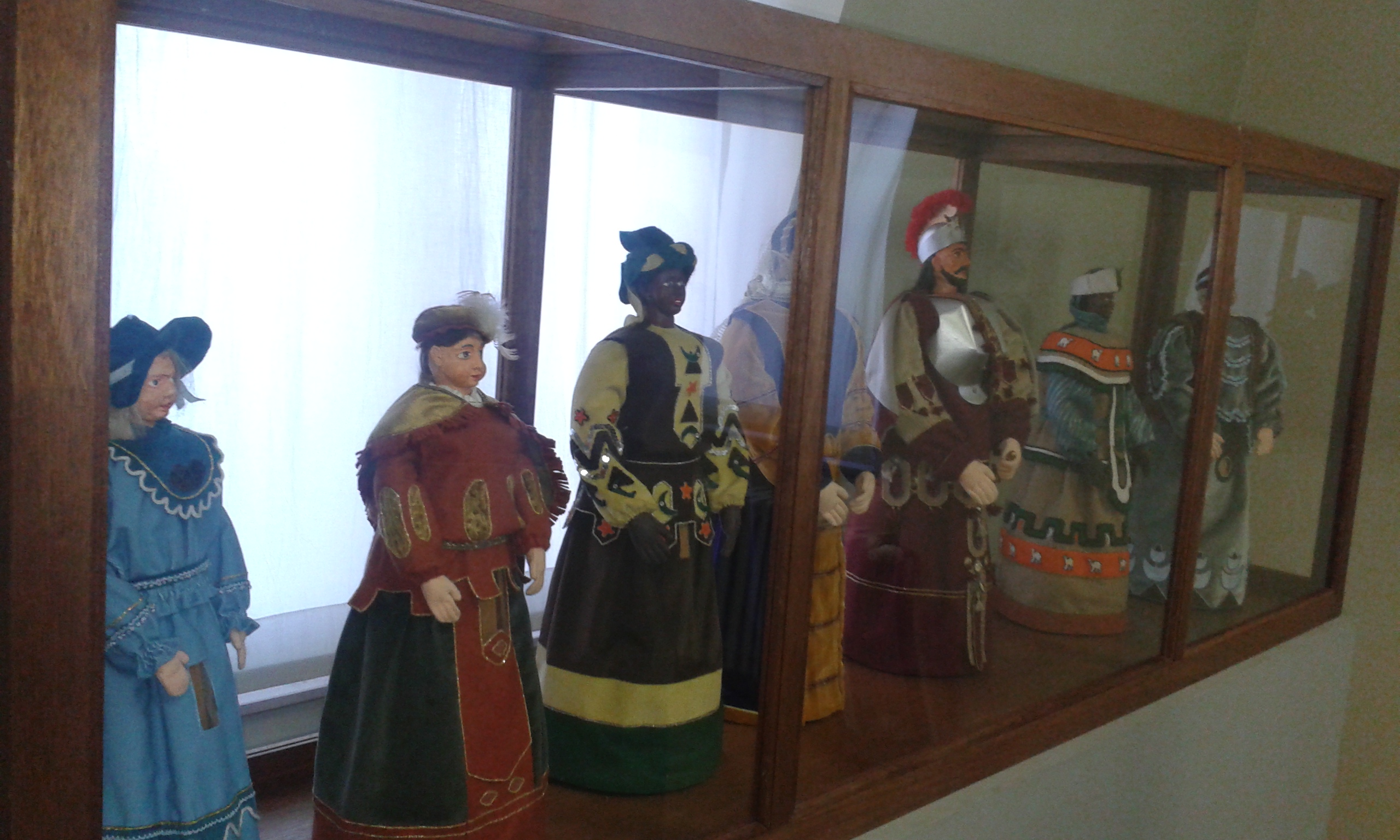
De Duffelse reuzen, miniatuurversies in museum 'Het Gasthuis'

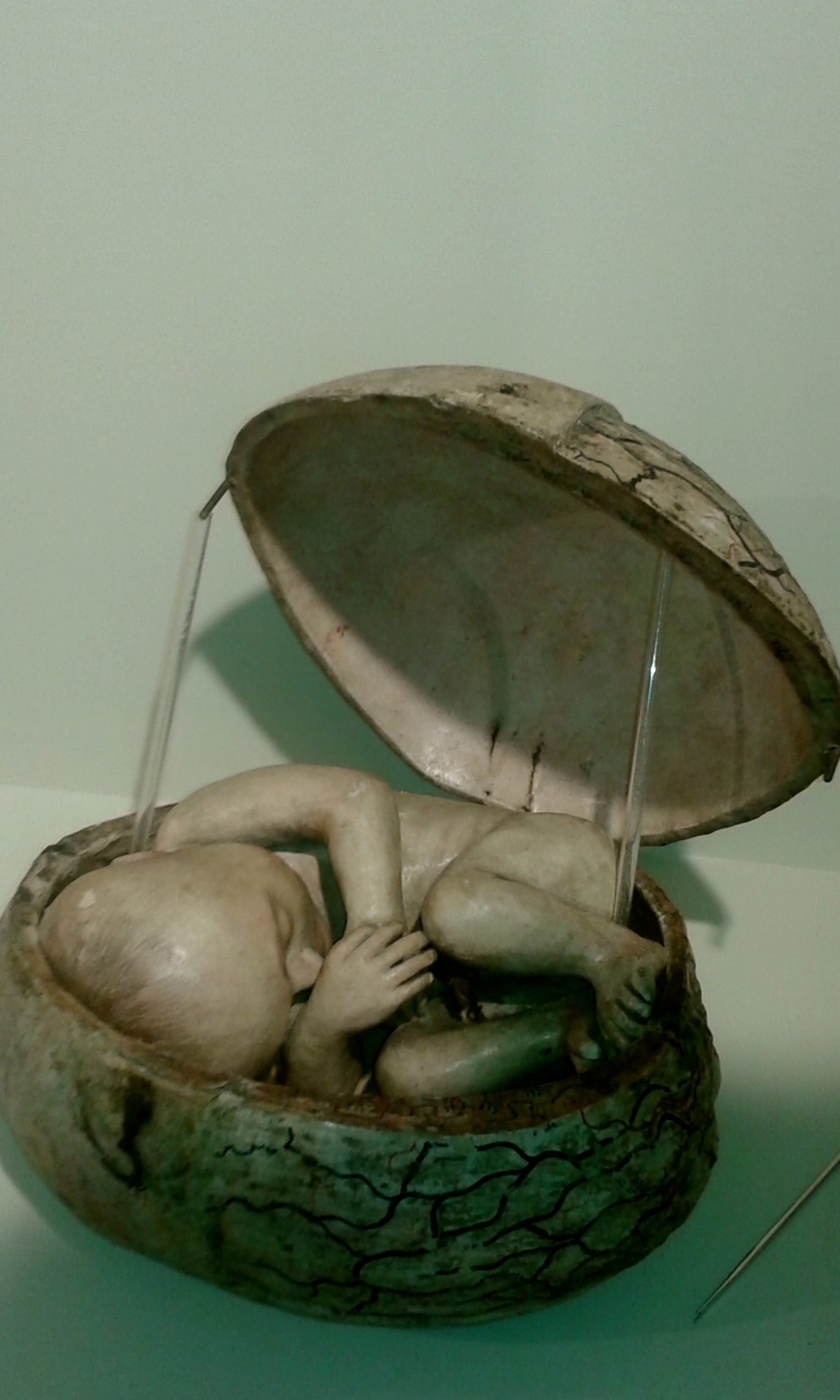
replica van een baby in de baarmoeder in het museum voor Verpleegkunde

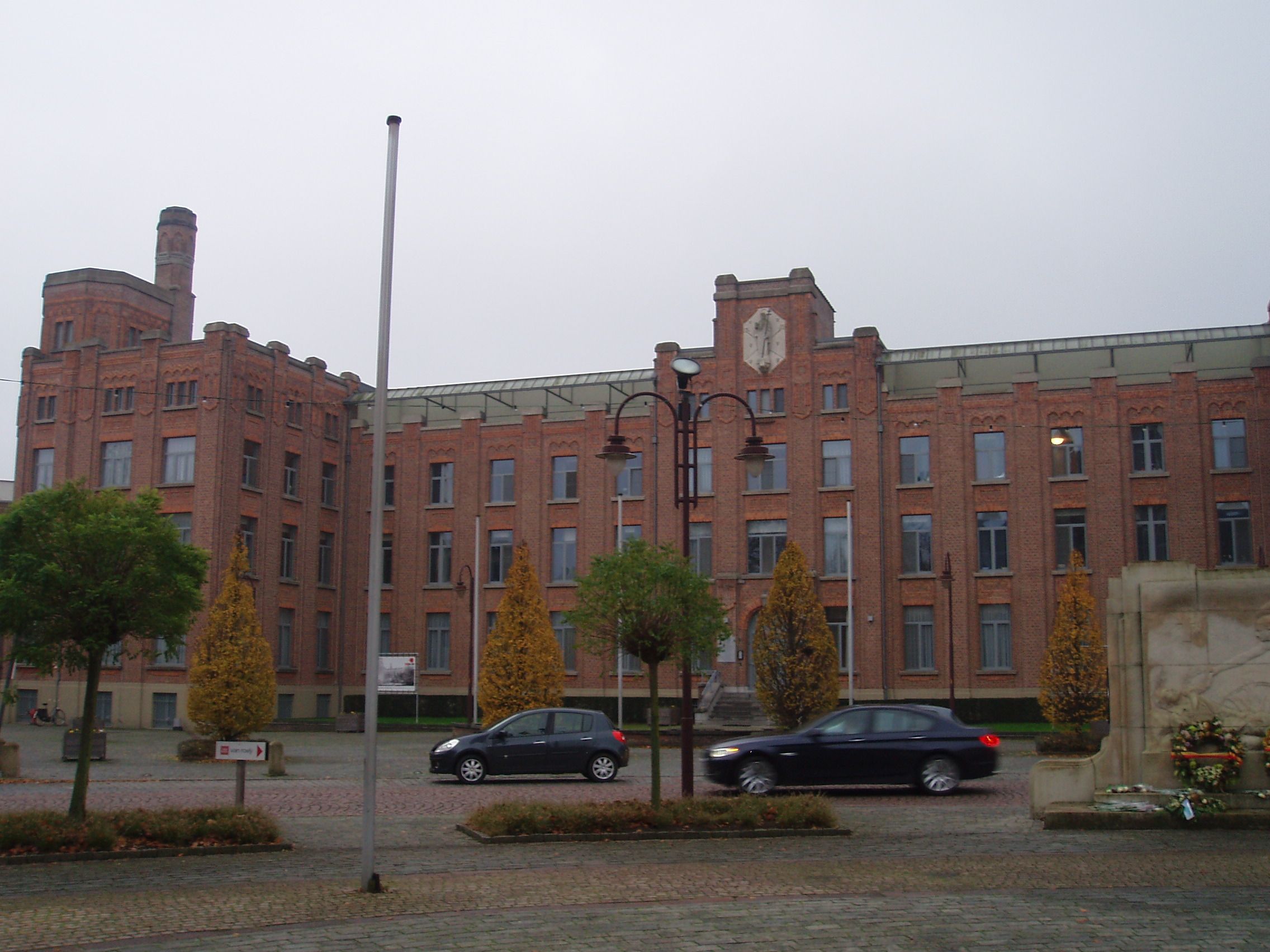
Convent van Betlehem

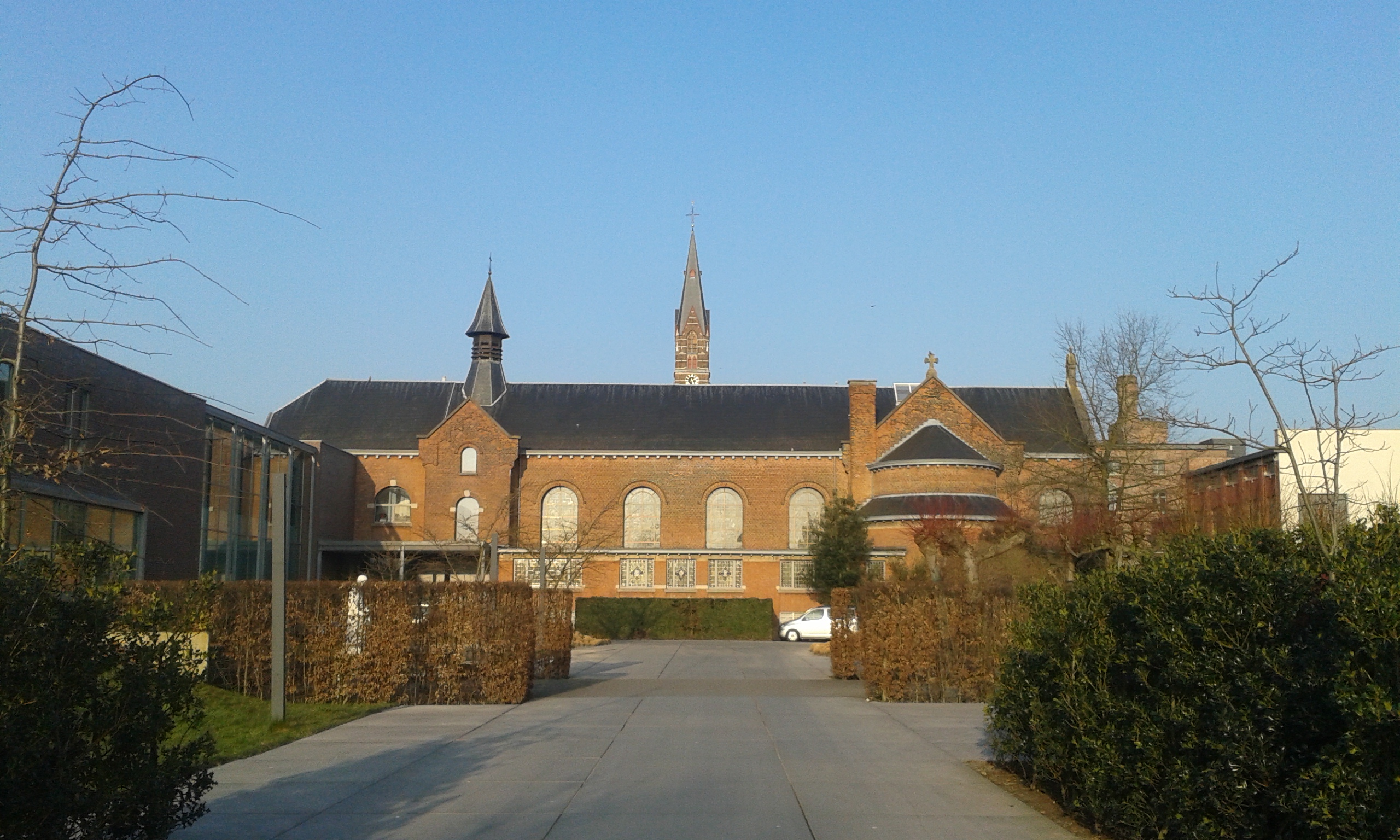
Kapel van het convent van Betlehem

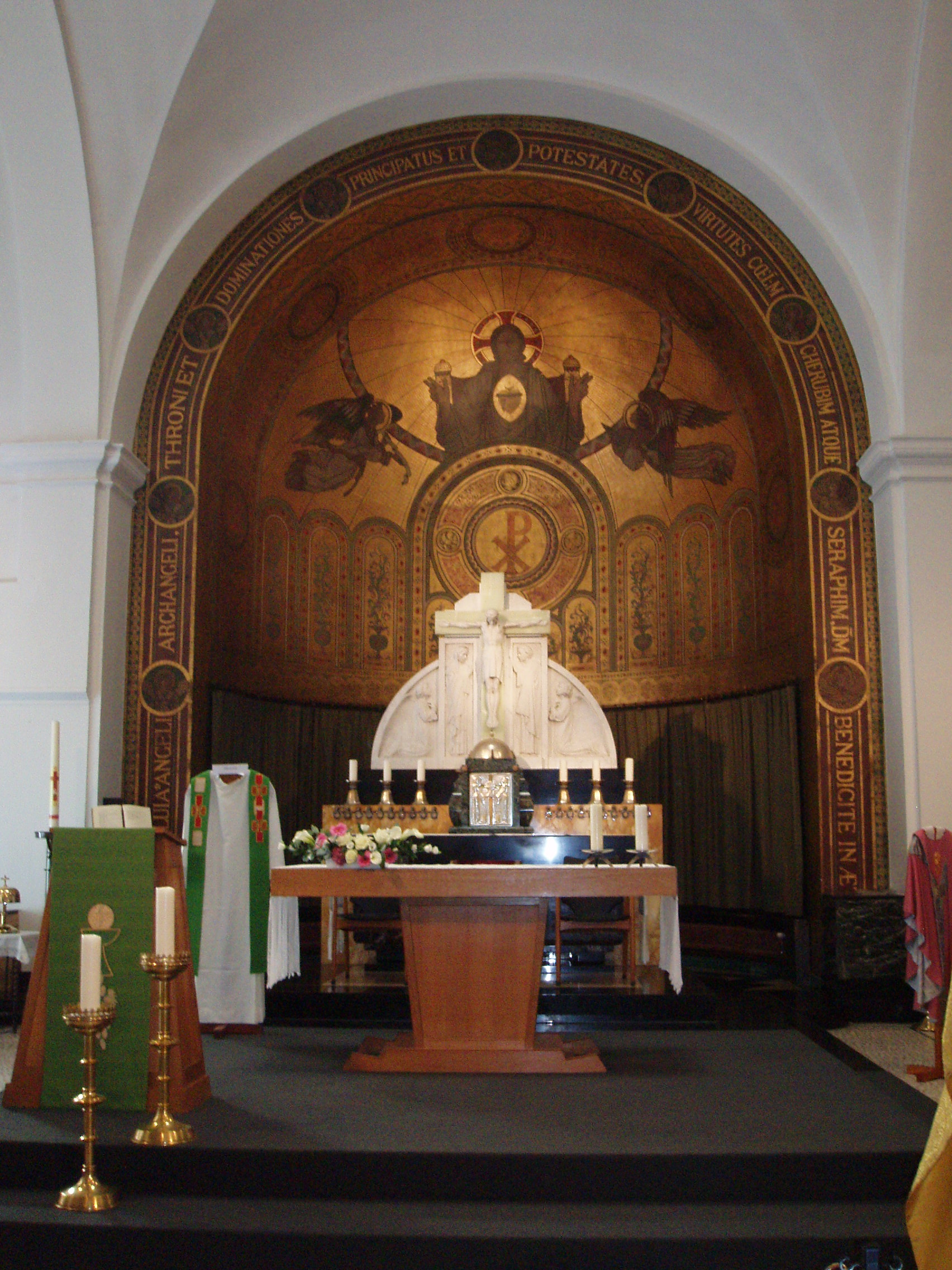
Interieur van de kapel van het convent van Betlehem

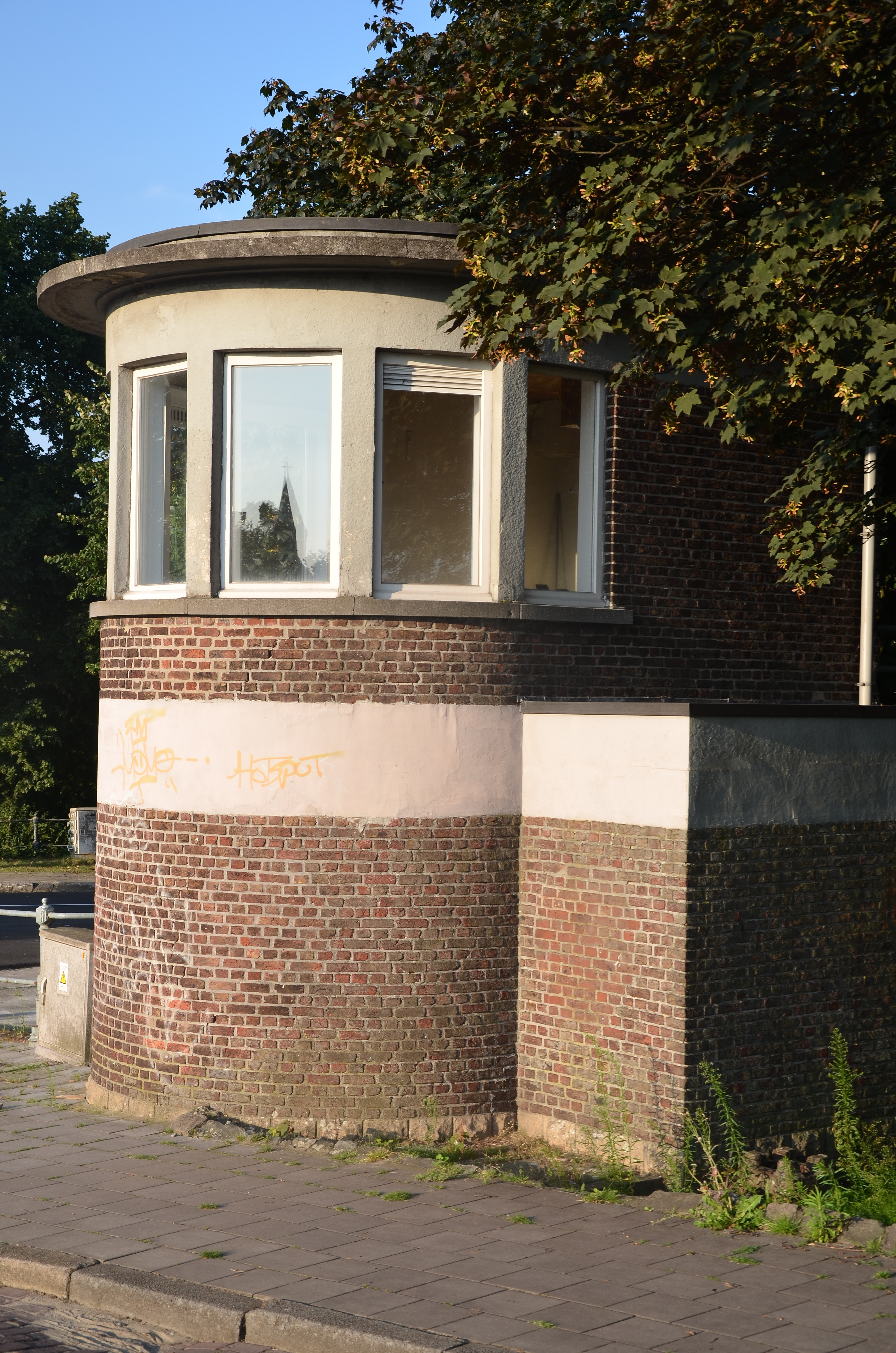
Brugwachterhuisje

Aan de gemeenteraadsverkiezingen van 10 oktober 1976 namen vier partijen deel. De CVP behaalde een absolute meerderheid met 5.552 (57,97%) van de 9.918 neergelegde stemmen, wat goed was voor 15 zetels. De partij diende slechts rekening te houden met twee kleinere partijen in de oppositie, met name de SP (16,37%) met 3 zetels en de Volksunie (21,77%) met vijf zetels. De vierde partij die meedong naar de hand van de kiezer – de OGB – behaalde met 373 voorkeurstemmen (3,89%) onvoldoende voor een mandaat in de gemeenteraad. Die dag werden er 340 blanco of ongeldige stemmen uitgebracht, goed voor 3,43 % van het totaal.

#### Legislatuur 1983-1988
Bij de gemeenteraadsverkiezingen van 10 oktober 1982 had de kiezer meer keuze. Zowel Agalev als het Vlaams Blok namen voor de eerste maal deel aan de verkiezingen op lokaal niveau. De ecologisten konden daarbij het best overtuigen en behaalde onmiddellijk een zetel in de gemeenteraad met 650 van de 10.373 neergelegde stemmen. Het Vlaams Belang kon in deze dagen slechts 161 (1,62%) kiezers bekoren, onvoldoende voor een zetel. Hun intreden in het lokale politieke landschap leverde vooral de Duffelse oppositie een mokerslag toe. Hoewel de socialisten evenveel zetels behielden als in 1976 konden ze 263 kiezers minder bekoren met 13,11% van de stemmen. De Volksunie was echter het grootste slachtoffer met een achteruitgang van 6,9% of een verlies van 2 mandaten. De CVP verliet ongehavend het strijdperk met een klein verlies van 0,43%, desondanks gingen ze er een zetel op vooruit. Ten slotte namen ook de liberalen van de PVV deel aan de verkiezingen met 6,33% van het totaal aantal stemmen kwamen ze echter net niet in aanmerkingen voor een mandaat.

#### Legislatuur 1989-1994
Bij de gemeenteraadsverkiezingen van 10 oktober 1988 slaagde de lokale CVP er opnieuw in verder te groeien, ondanks de differentiatie in het Duffelse politieke landschap. De partij won 1,89% extra kiezers en het zetelaantal steeg met twee. In totaal gingen er 6138 van de 10374 neergelegde stemmen naar de partij. De SP werd de tweede partij (op ruime afstand), ondanks een stemmenverlies van 1,95% waardoor de partij strandde op 11,16 van de stemmen. De partij verloor één zetel. Ook de Volksunie (-4,65%) en de PVV (-1,04%) moesten stemmen inleveren. De eerste behield nog twee zetels, de laatst genoemde wederom geen. Agalev legde een positief parcours af en groeide 2,07% tot 8,6%. Met 888 ruim voldoende voor opnieuw één zetel. Ten slotte namen ook de lokale partij Gemeentebelangen Duffel (GBD) en de Trotskistische SAP deel aan de verkiezingen, ze konden respectievelijk 4,89% en 0,41% van de kiezers overtuigen. Het Vlaams Blok ten slotte kwam niet op. 4,05% van de kiezers stemde blanco of ongeldig.

#### Legislatuur 1995-2000
Bij de gemeenteraadsverkiezingen van 9 oktober 1994 werd de neergang van de CVP ingezet. De partij verloor 4,43% van haar stemmen en strandde op 5835 van een totaal van 11.018 neergelegde stemmen. De partij strandde op 55% en kreeg 17 mandaten toegekend. Agalev werd de tweede grootste partij van de gemeente en wist 12,07% van de kiezers te overtuigen waarmee ze twee extra zetels in de gemeenteraad wisten te bemachtigen. De SP – die concurrentie kreeg op haar linkerflank van de PVDA en Agalev – verloor wederom 1,22% kiezers en strandde op 9,94% (2 zetels). Daarmee bleef de socialistische partij maar net groter dan het Vlaams Blok dat 9,4% van de kiezers wist te overtuigen. De partij deed hierdoor een eerste maal haar intreden in de lokale Duffelse politiek met twee mandatarissen. De andere grote winnaar was de vernieuwde liberale partij VLD. Voor het eerst sinds 1976 zetelde er een liberaal politicus in de gemeenteraad. De partij had 7,35% van de Duffelaars weten te overtuigen. Een stijging ten overstaan van 1988 met 2,06%. De grote verliezer van deze verkiezingen was de Volksunie. De Vlaams-nationalistische partij zag haar stemmenaantal gehalveerd tot 5,79%. De partij behield geen enkele mandataris in de gemeenteraad. De marxistische PVDA ten slotte behaalde 0,44% van de stemmen.

#### Legislatuur 2001-2006
Tijdens de gemeenteraadsverkiezingen van 8 oktober 2000 zakte de christendemocraten van de CVP onder de 50%, met een verlies van 11,68% kwam dit neer op 4745 van de in het totaal 11369 neergelegde stemmen. Hierdoor behield de partij nog slechts 12 mandaten. De andere verliezer van de verkiezingen werd de SP. De partij verloor 3,34% van haar stemmen en moest één mandaat inleveren. Grote winnaar was het kartel VLD-OK met 22,07%, oftewel een vooruitgang ten overstaan van het VLD-resultaat van 1994 met 14,72%. Dit was goed voor 6 mandaten in de gemeenteraad. Ook het extreemrechtse Vlaams Blok konden rekenen op een forse vooruitgang van 4,28% tot 13,68%, goed voor één extra mandaat. Agalev ten slotte boekte een kleine winst van 2,26% en strandt op 14,33% van de stemmen. De partij behield een status quo qua mandaten. De op imploderen staande Volksunie kwam niet op.

#### Legislatuur 2007-2012
Bij de gemeenteraadsverkiezingen van 8 oktober 2006 was het koffiedik kijken voor de verkiezingen. De SP was verveld tot sp.a, de CVP tot CD&V, Agalev tot Groen! en het Vlaams Blok ten slotte tot Vlaams Belang. Daarenboven was de Volksunie uiteengevallen in een conservatief rechtse partij (N-VA) en een progressieve sociaalliberale partij (spirit). Het waren ook de verkiezingen van de kartels. In tegenstelling tot vele andere gemeenten koos Spirit er in Duffel voor om samen met Groen naar de lokale verkiezingen te gaan (in plaats van met sp.a). CD&V ging in Valentijnskartel met N-VA naar de verkiezingen en VLD ten slotte opnieuw met OK. Het kartel CD&V-N-VA hield stand ten overstaan van 2000 en won 2 zetels. Het kartel overtuigde 5176 kiezers. CD&V kreeg 13 mandaten en N-VA een. De grote winnaar van de verkiezingen bleek echter de oppositie. De sp.a kon eindelijk het tij keren en groeide opnieuw met 1,4%, Groen-spirit overtuigde 11,4% en het Vlaams Belang ten slotte 16,2% van de kiezers. Dit leverde respectievelijk 1, 3 en 4 mandatarissen op. Het kartel VLD-Ok kon haar monsterscore uit 2000 niet herhalen en overtuigde deze verkiezingen slechts 13,9% van de kiezers, ze behielden 3 mandatarissen. Gemeentebelangen ten slotte overtuigde 612 kiezers (5,35%), onvoldoende voor een mandaat.
De populairste politicus was zetelend CD&V-burgemeester Guido De Vos met 2.360 voorkeurstemmen. Patrick Van Herck (1.109), Lili Stevens (1.054), Luc Wuyts (868) en Daniëlla Van Den Bergh (669) vervolledigen de top 5 (allen CD&V). Voorts werden ook Guido De Clerck (sp.a), Jo Giart, Kristophe Thijs en Vic Schelkens (allen VLD-OK), Stijn Van Nieuwenhove, Nora Bertels en Staf Aerts (allen Groen!-spirit), Francis Loos, Lydie De Wilde, Raf en Karine Torfs (allen Vlaams Belang), Paul Wuyts, Jos Hellemans, Julien Diddens, Bart Iliaens, Luc Van Houtven, Karla Bertels-Van Dessel, Denis Raveschot, Marc Tobback en Koen Frederickx (allen CD&V-N-VA) verkozen.
Daar het kartel CD&V-N-VA een gewone meerderheid bezat besloten de kartelpartners alleen te besturen. De belangrijkste verwezenlijkingen waren de finalisering van de sporthal, de vernieuwing van de spoorwegbruggen en een forse investering in het Gemeentelijk Technisch Instituut, dat zijn leerlingenaantal zag stijgen met 35%.

#### Legislatuur 2013-2018
Bij de lokale verkiezingen van 2012 zag het er even naar uit dat Open Vld niet zou opkomen, nadat hun drie raadsleden uit de vorige legislatuur de partij hadden verlaten naar andere partijen. Zo kwam oudgediende Guy De Wilder opnieuw in beeld, die na een passage bij Gemeentebelangen en Lijst Dedecker in 2010 opnieuw lid was geworden. De partij kon echter niet overtuigen en behaalde slechts 5,45% van de stemmen, onvoldoende voor een mandaat in de gemeenteraad. Groen en sp.a besloten voor deze verkiezingen de krachten te bundelen. Waar aanvankelijk gehoopt werd dat dit het gezamenlijke aantal raadsleden zou verhogen, kon echter slechts een identiek aantal zitjes in de gemeenteraad behaald worden als in 2006. Staf Aerts – ex-Spirit – was de lijsttrekker. Ook de interne verdeling bleef hetzelfde met één vertegenwoordiger voor sp.a en drie voor Groen, wel verloor het kartel in totaal 3,99% ten overstaan van het opgetelde resultaat van 2006. Een deel van dit verlies ging verloren op de linkerflank waar de vernieuwde PVDA een resultaat neerzette van 2,01%. Voor deze partij was voormalig sp.a-er Guido De Clerck lijstduwer.
Hoewel de CD&V van zittend burgemeester Guido De Vos de grootste partij van de gemeente bleef, moest ze een zwaar verlies incasseren. De partij verloor 7,4% ten overstaan van de vorige verkiezingen toen ze in Valentijnskartel met N-VA 45,3% behaalde. In gemeenteraadszetels gaat de partij hierdoor van 13 (+ 1 N-VA) naar 11. Die N-VA bleek de winnaar van de lokale stembusgang te Duffel. De partij wist haar aantal raadszetels van 1 in 2006 naar 9 te vermeerderen. Ten slotte moest ook het Vlaams Belang een mokerslag incasseren, de partij verloor beide de helft van haar kiespubliek ten opzichte van 2006 (van 16,2% naar 7,5%). Dit resulteerde op haar beurt in een zetelverlies van 4 naar 1. De lokale partij Gemeentebelangen – in 2006 nog goed voor 5,4% van de stemmen – kwam niet opnieuw op. De populairste Duffelse politicus in 2012 was zittend burgemeester Guido De Vos (CD&V) met 1.981 voorkeurstemmen, vervolgens Lili Stevens (CD&V) met 1.234 en derde was Marc Van der Linden (N-VA) met 1.022 naamstemmen. Patrick Van Herck (CD&V, 920) en Sofie Joosen (N-VA, 676) vervolledigen de top 5.
Op de verkiezingsavond 2012 startten er coalitieonderhandelingen tussen sp.a-groen en N-VA, die samen een meerderheid vormen met 13 zetels op 25. Hier kwam een bestuursakkoord uit voort, waarbij Marc Van der Linden (N-VA) werd aangeduid als toekomstig burgemeester. Voorts zal de bestuursploeg bestaan uit Sofie Joosen, Ivan Blauwhoff (2013-'15) & Rita Bellens (2016-'18, allen N-VA), Staf Aerts en Nora Bertels (Groen), en ten slotte An Verlinden (ex-VLD-OK nu sp.a). OCMW-voorzitter wordt Theo Boel (N-VA).

#### Legislatuur 2019-2024
Burgemeester werd Sofie Joosen (N-VA). Zij leidde een coalitie van N-VA en CD&V. Samen hadden ze een meerderheid in de gemeenteraad van 16 zetels op 25 zetels. Na de overstap van Open VLD-gemeenteraadslid Anne-Marie De Mey naar de N-VA in oktober 2022 werden dat 17 zetels op 25. Zo verloor Open VLD haar enige raadslid. Bij de gemeenteraadsverkiezing in 2018 behaalde Anne-Marie De Mey 92 voorkeurstemmen. Ze belandde in de gemeenteraad als eerste opvolger toen lijsttrekker Denis Raveschot ontslag nam.

#### Legislatuur 2024 - 2030
Burgemeester werd opnieuw Sofie Joosen (N-VA). Zij leidt een coalitie van N-VA en CD&V+, die samen een meerderheid hebben van 16 op 25 zetels.

#### Overzicht uitslagen sinds 1976
| Partij of kartel     | Partij of kartel                                             | 10-10-1976 | 10-10-1976 | 10-10-1982 | 10-10-1982 | 9-10-1988 | 9-10-1988 | 9-10-1994 | 9-10-1994 | 8-10-2000 | 8-10-2000 | 8-10-2006 | 8-10-2006 | 14-10-2012 | 14-10-2012 | 14-10-2018 | 14-10-2018 | 13-10-2024 | 13-10-2024 |
| Stemmen / Zetels     | Stemmen / Zetels                                             | %          | 23         | %          | 23         | %         | 23        | %         | 25        | %         | 25        | %         | 25        | %          | 25         | %          | 25         | %          | 25         |
| -------------------- | ------------------------------------------------------------ | ---------- | ---------- | ---------- | ---------- | --------- | --------- | --------- | --------- | --------- | --------- | --------- | --------- | ---------- | ---------- | ---------- | ---------- | ---------- | ---------- |
|                      | PVDA1/ PVDA+2                                                | -          |            | -          |            | -         |           | 0,441     | 0         | -         |           | -         |           | 2,012      | 0          | 2,61       | 0          | -          |            |
|                      | Agalev1/ Groen!-spirit2/ Groen-sp.aB/ Groen3 / Groen Duffel4 | -          |            | 6,531      | 1          | 8,61      | 1         | 12,071    | 3         | 14,331    | 3         | 11,382    | 3         | 15,35B     | 4          | 21,53      | 6          | 26,04      | 7          |
|                      | SP1/ sp.a2/ Groen-sp.aB/ TEAM25703                           | 16,371     | 3          | 13,111     | 3          | 11,161    | 2         | 9,941     | 2         | 6,61      | 1         | 7,962     | 1         | 15,35B     | 4          | 3,23       | 0          | -          |            |
|                      | PVV1/ VLD2/ VLD-OK3/ Open Vld4 / cd&v +5                     | -          |            | 6,331      | 0          | 5,291     | 0         | 7,352     | 1         | 22,073    | 6         | 13,863    | 3         | 5,454      | 0          | 6,64       | 1          | 20,55      | 5          |
|                      | CVP1/ CD&V-N-VAA/ CD&V2 / cd&v +5                            | 57,971     | 15         | 57,541     | 16         | 59,431    | 18        | 551       | 17        | 43,321    | 12        | 45,25A    | 14°       | 37,902     | 11         | 23,42      | 6          | 20,55      | 5          |
|                      | VU1/ CD&V-N-VAA/ N-VA2                                       | 21,771     | 5          | 14,871     | 3          | 10,221    | 2         | 5,791     | 0         | -         |           | 45,25A    | 14°       | 31,822     | 9          | 32,32      | 10         | 41,32      | 11         |
|                      | Vlaams Blok1/ Vlaams Belang2                                 | -          |            | 1,621      | 0          | -         |           | 9,41      | 2         | 13,681    | 3         | 16,202    | 4         | 7,462      | 1          | 9,42       | 2          | 12,22      | 2          |
| Anderen(*)           | Anderen(*)                                                   | 3,89       | 0          | -          |            | 5,3       | 0         | -         |           | -         |           | 5,35      | 0         | -          |            | 4,2        | 0          | -          |            |
| Totaal stemmen       | Totaal stemmen                                               | 9918       | 9918       | 10374      | 10374      | 10791     | 10791     | 11018     | 11018     | 11369     | 11369     | 11860     | 11860     | 12184      | 12184      | 12480      | 12480      | 8531       | 8531       |
| Opkomst %            | Opkomst %                                                    |            |            |            |            | 95,31     | 95,31     | 92,16     | 92,16     | 91,52     | 91,52     | 93,11     | 93,11     | 91,68      | 91,68      | 92,9       | 92,9       | 63,2       | 63,2       |
| Blanco en ongeldig % | Blanco en ongeldig %                                         | 3,43       | 3,43       | 4,05       | 4,05       | 4,29      | 4,29      | 3,71      | 3,71      | 3,65      | 3,65      | 3,56      | 3,56      | 2,54       | 2,54       | 2,8        | 2,8        | 0,9        | 0,9        |

De rode cijfers naast de gegevens duiden aan onder welke naam de partijen telkens bij een verkiezing opkwamen.

De zetels van de gevormde meerderheid staan vetjes afgedrukt. De grootste partij is in kleur.

(*) 1976: OGB (3,89%) / 1988: GBD (4,89%), SAP (0,41%) / 2006: Gemeentebelangen (5,35%) / 2018: VolksLiga Duffel (1,0%)

## Cultuur

### Historisch

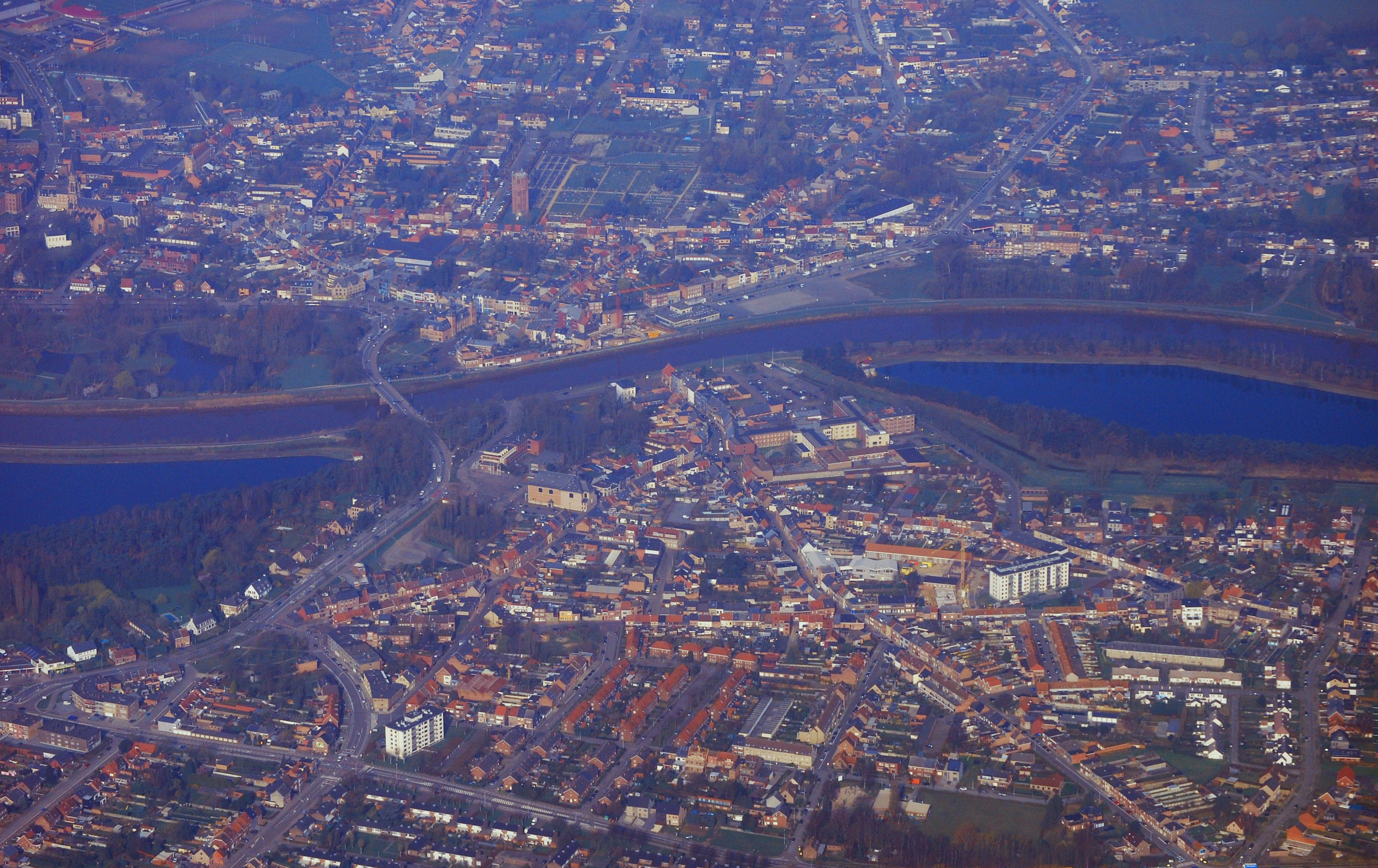
De Nete doorkruist het centrum van Duffel.

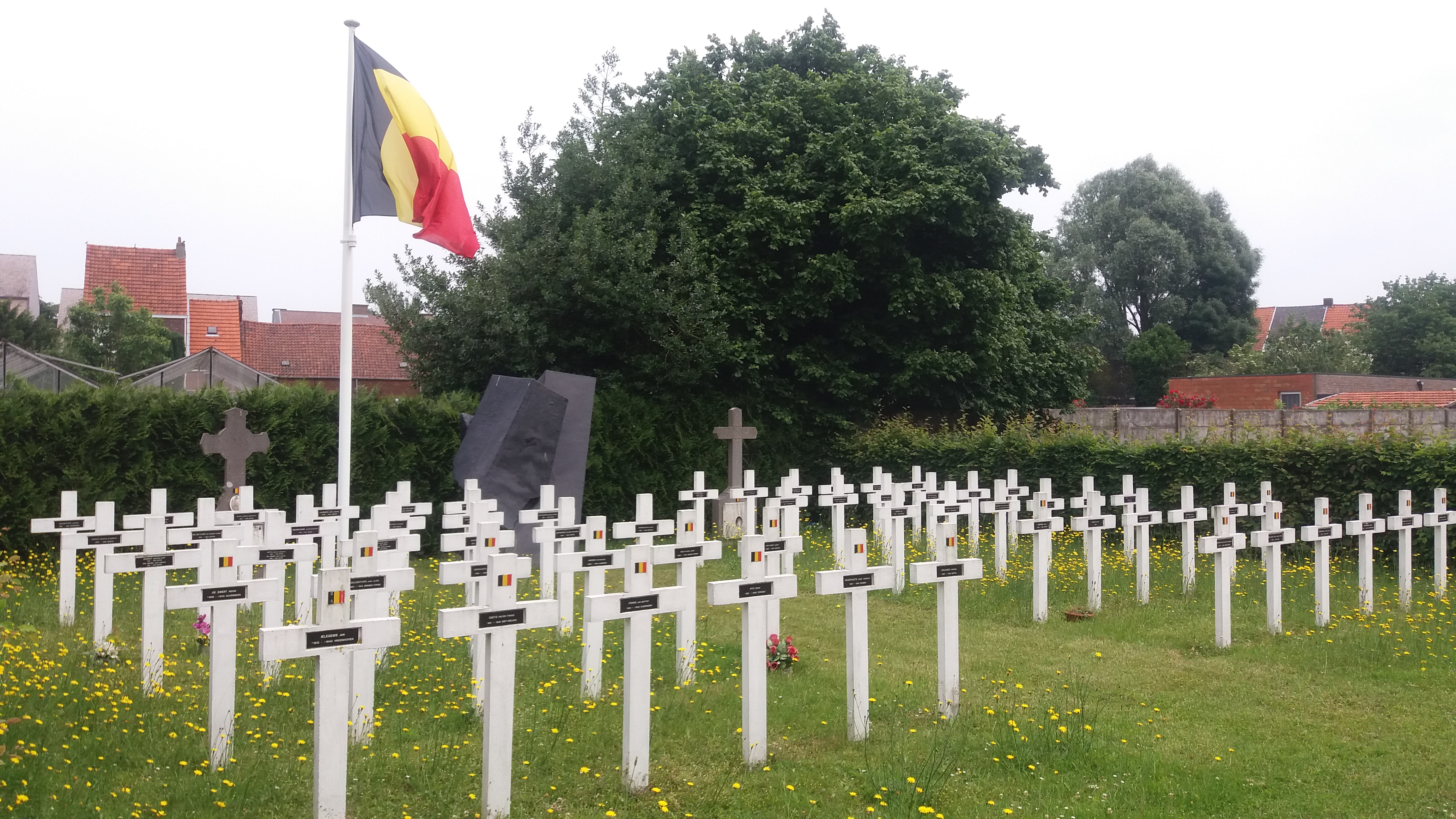
Begraafplaats Duffel: militaire rustplek

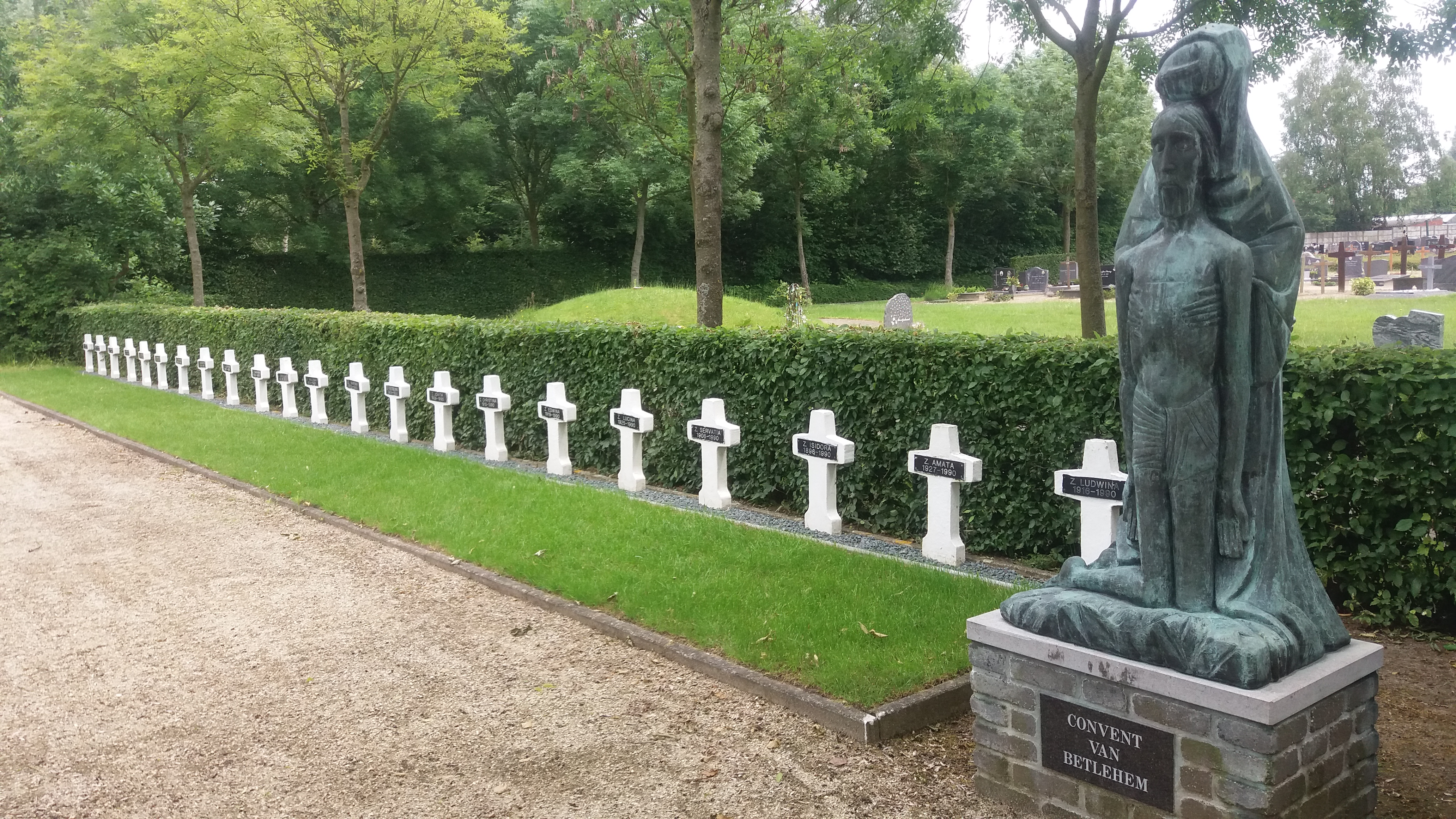
Begraafplaats Duffel: rustplek convent van Bethlehem

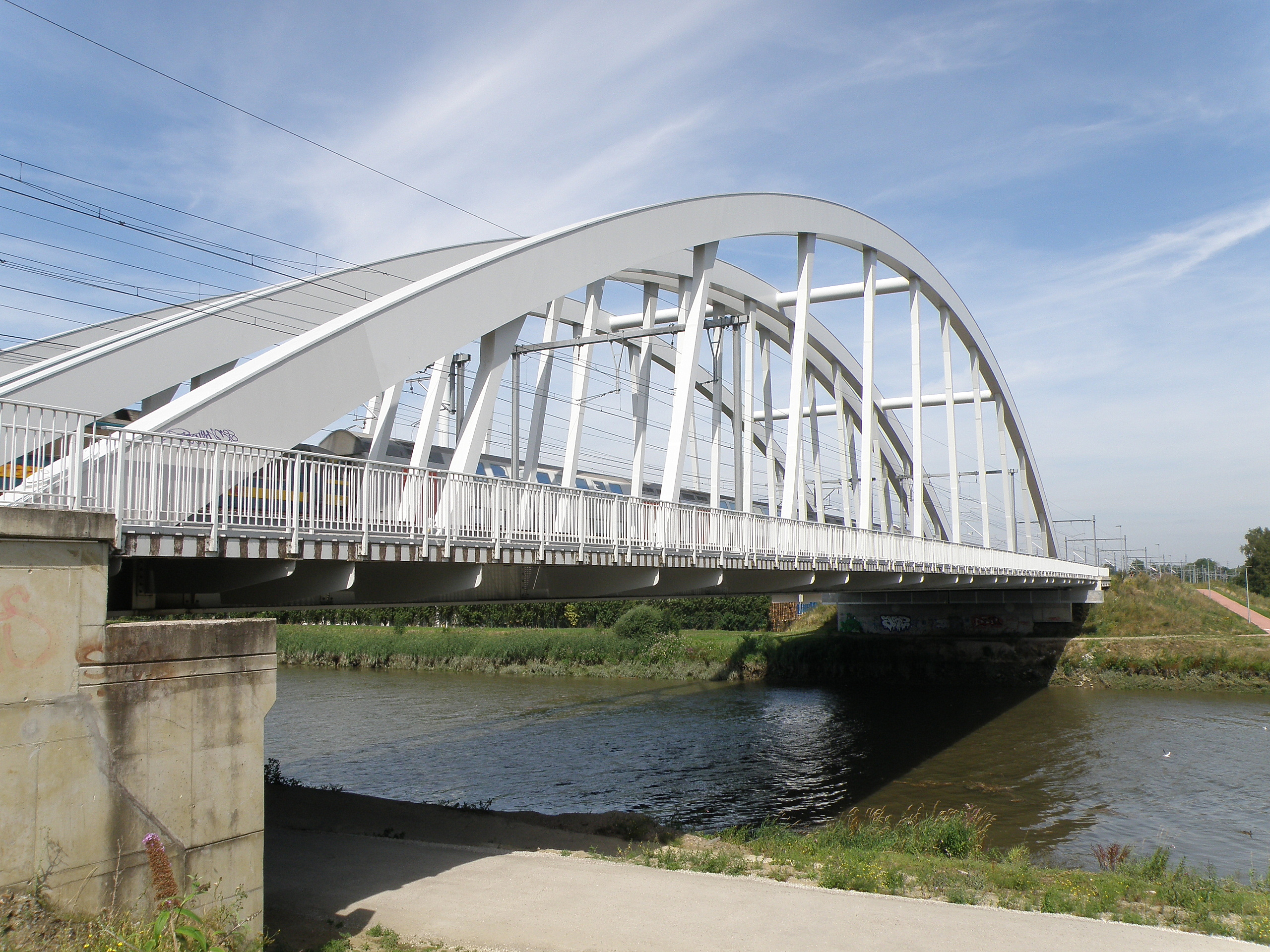
Spoorbrug over de Nete (lijn 25 Brussel-Antwerpen)

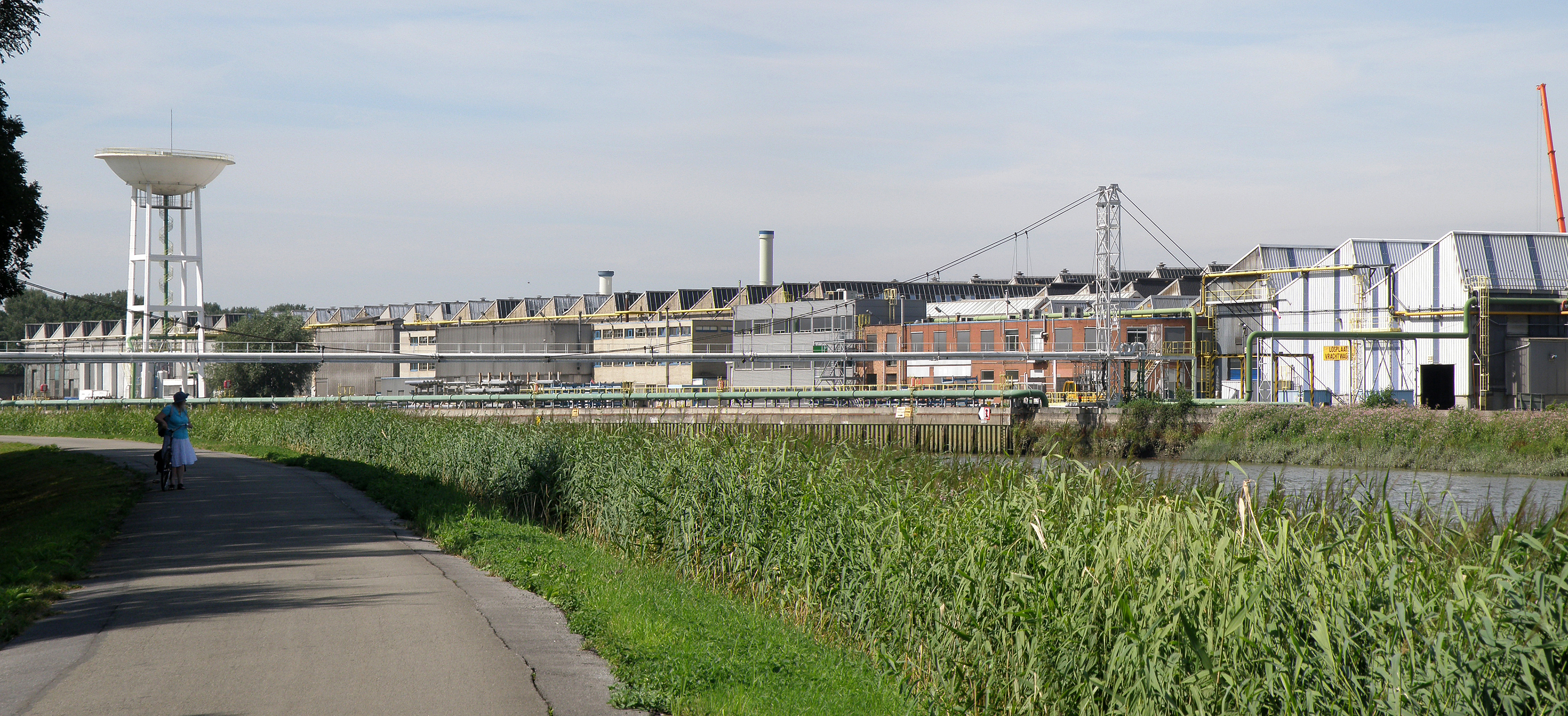
SIDAL-aluminiumfabriek aan de Nete

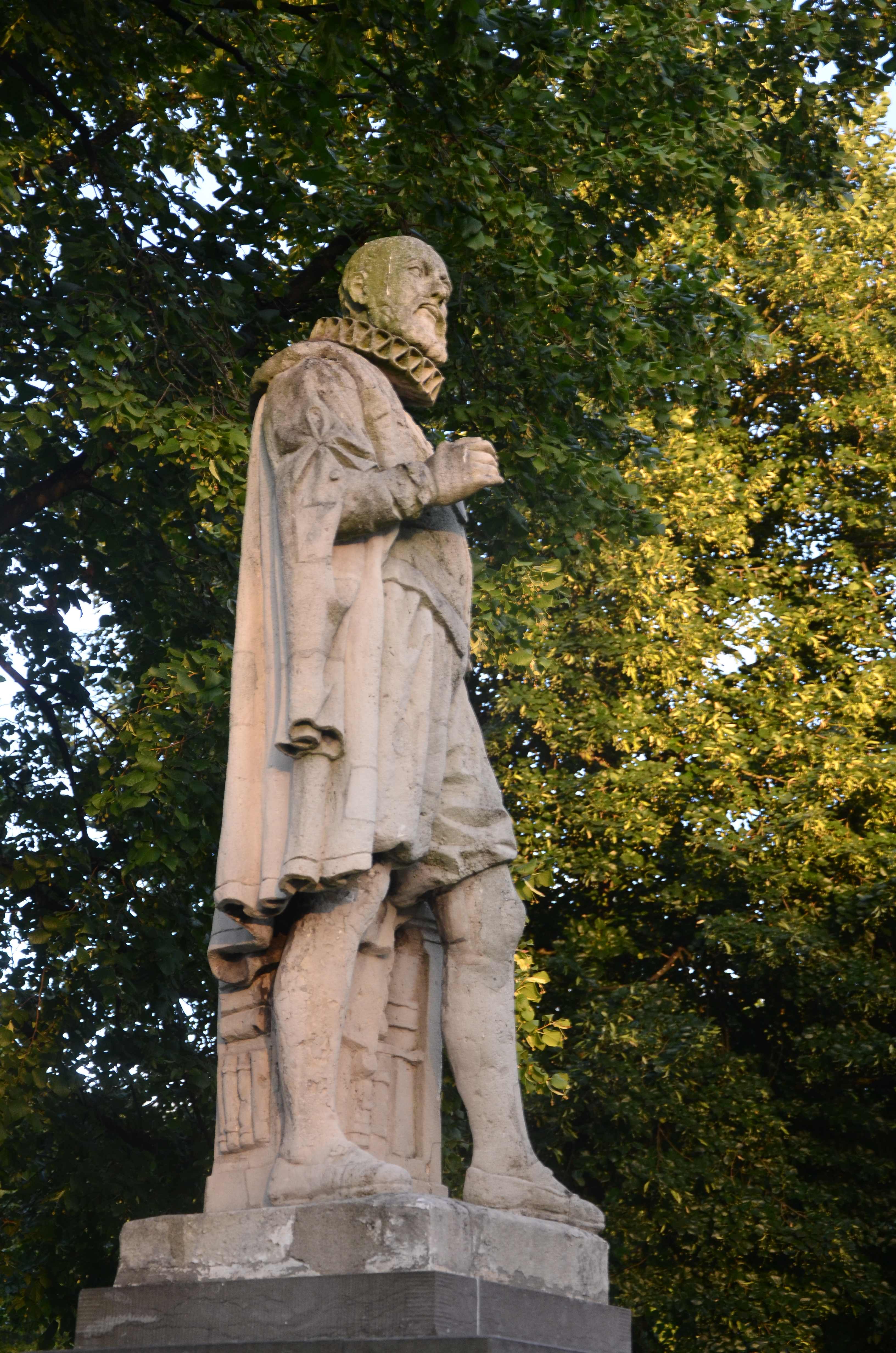
Cornelis Kiliaan, geboren te Duffel tussen 1528 en 1530

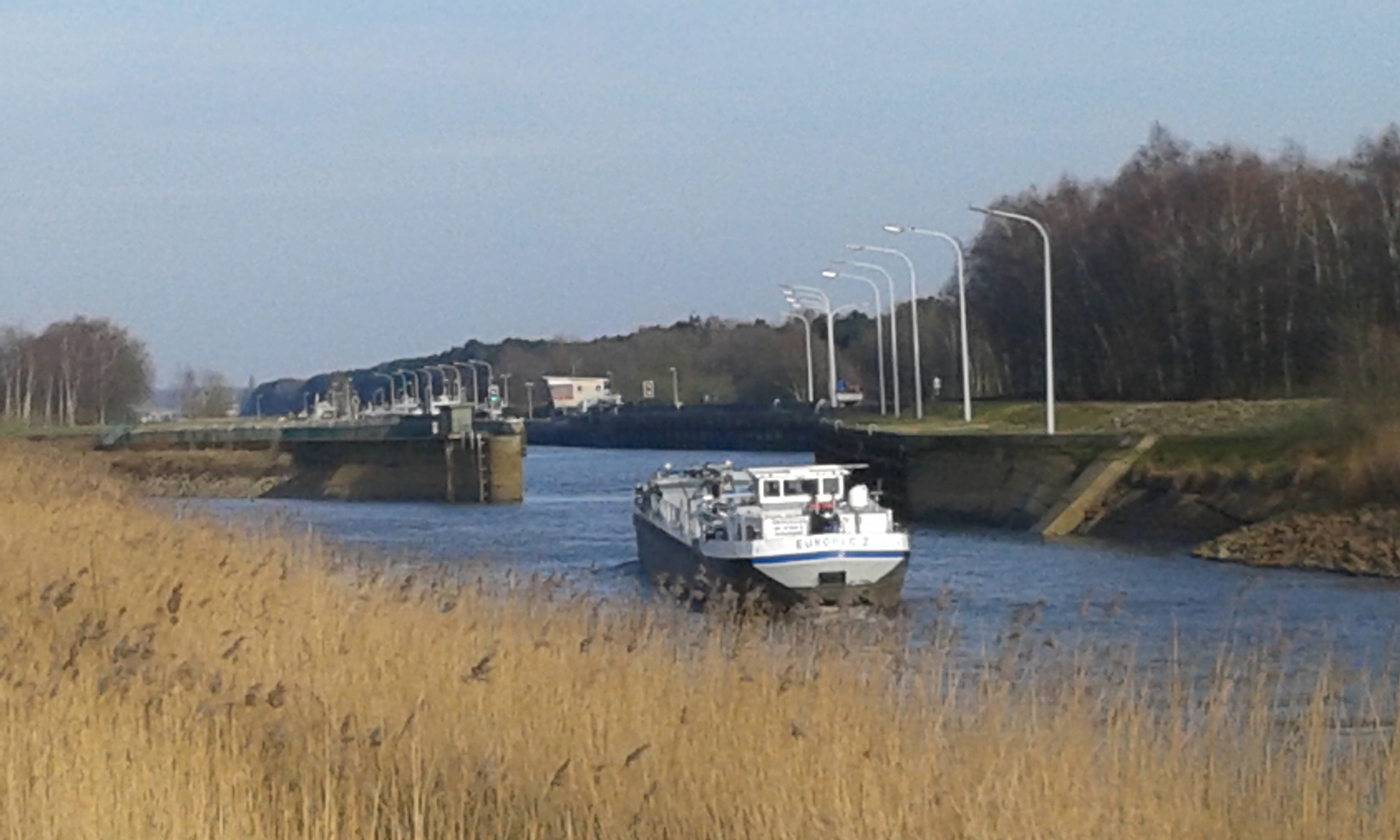
Nete en Netekanaal

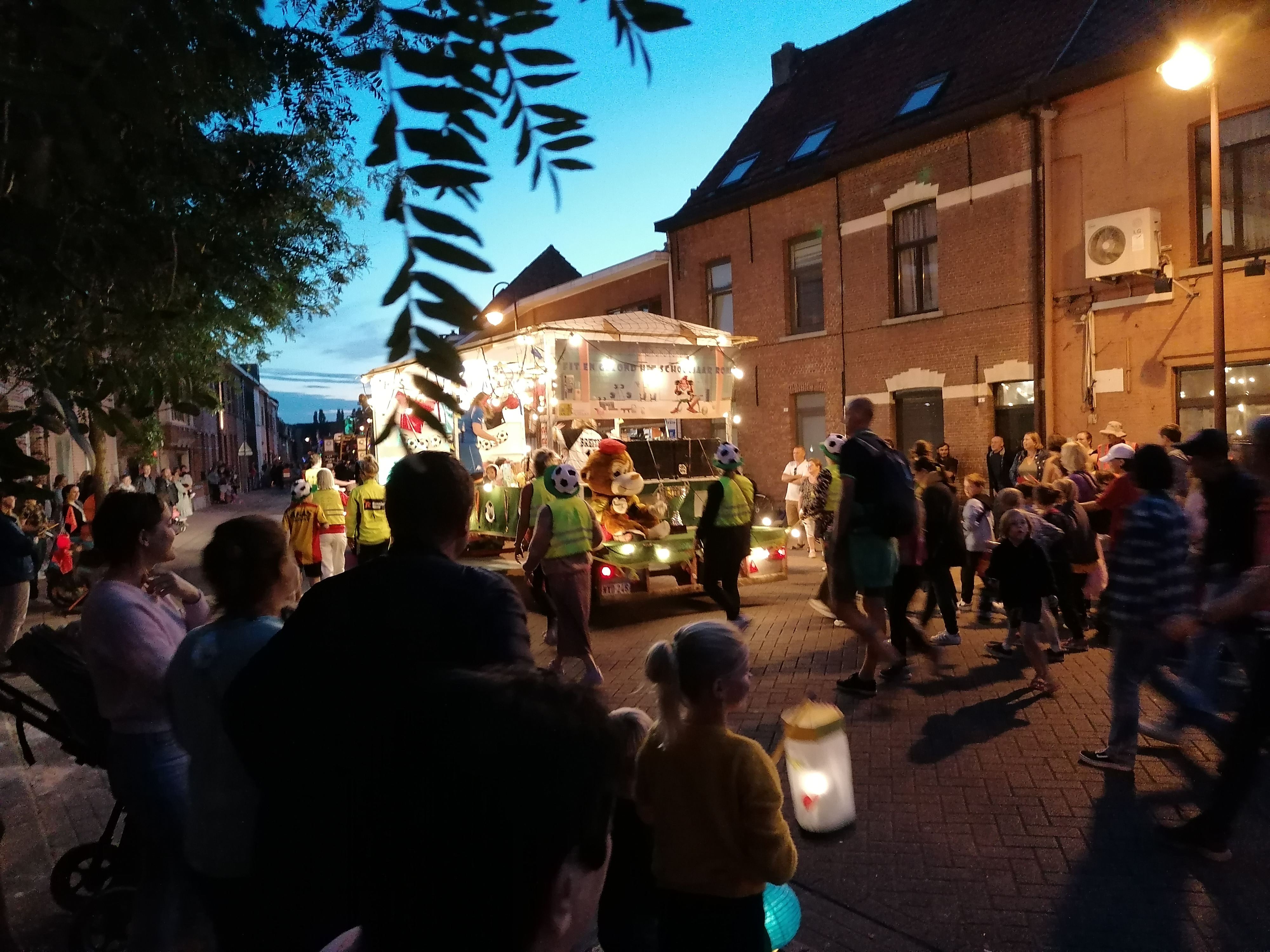
Ballonnekesstoet elk jaar op de laatste zaterdag van september.

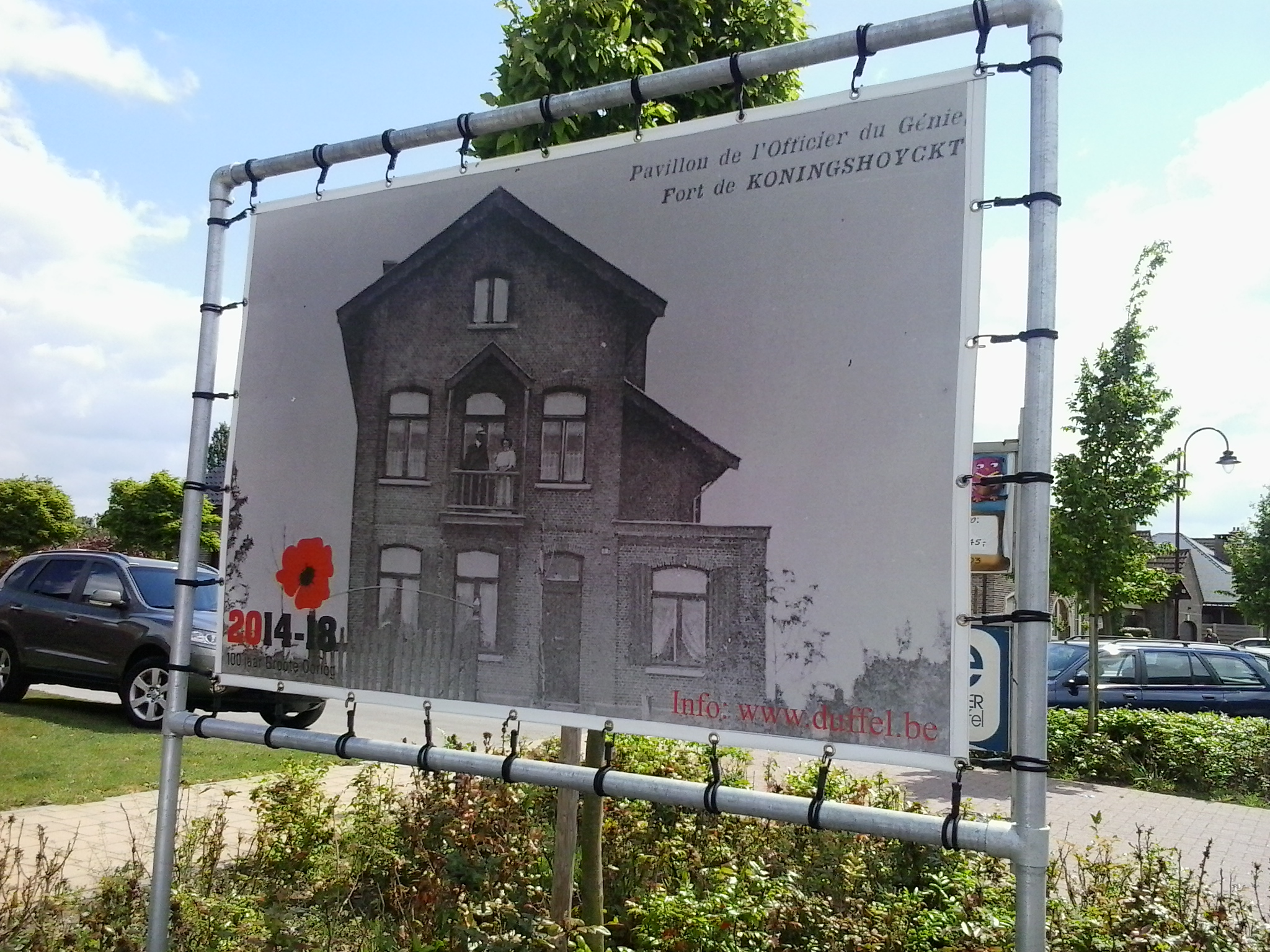
Het zogenaamde kasteeltje van de Mijlstraat. Het was de woning van kapitein Badoux van het fort van Koningshooikt. Na 1927 was het de woning van hoofdonderwijzer Frans Andries.

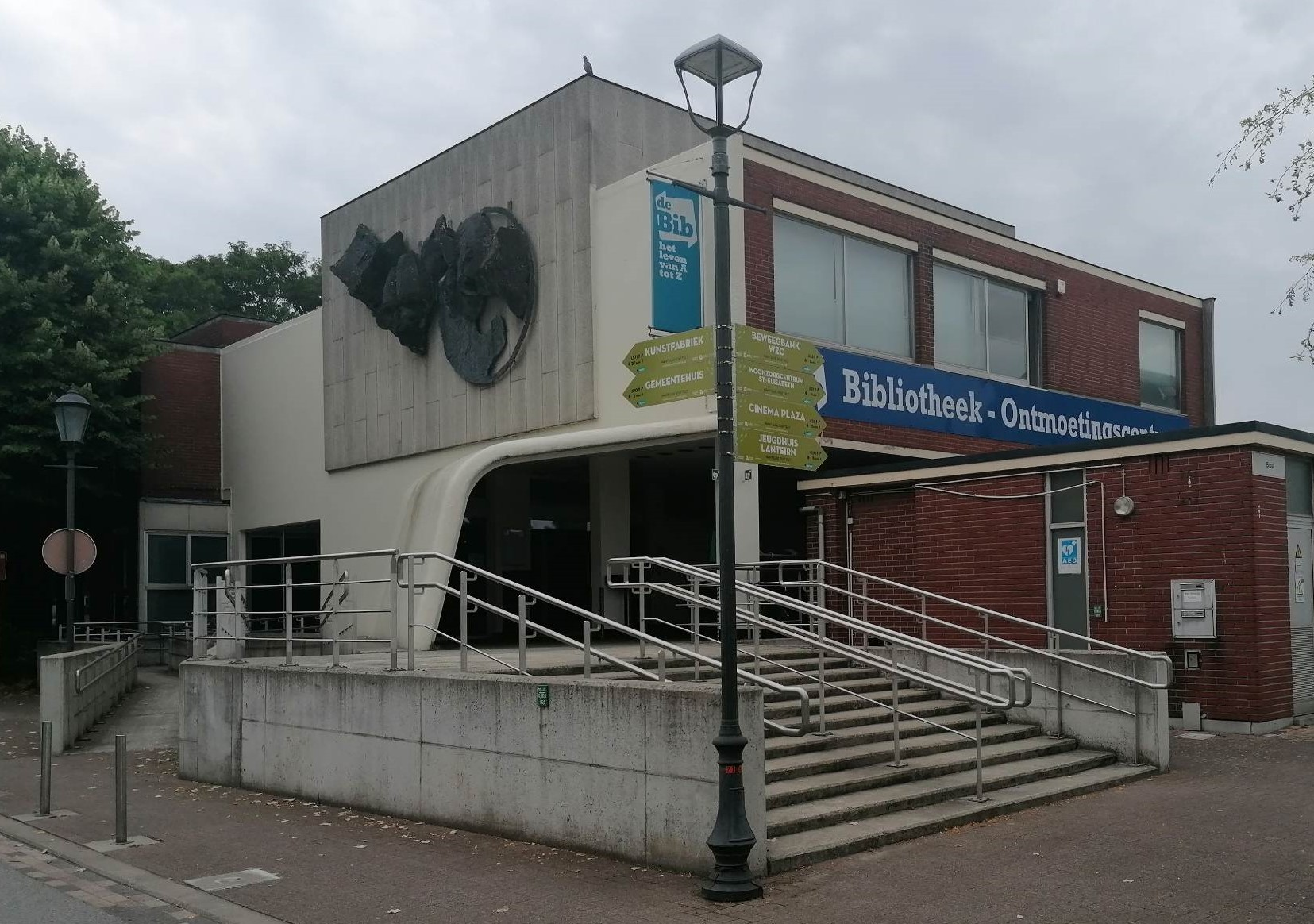
De bibliotheek van Duffel.

Meest markant stukje cultuur was de tot juli 2004 werkende bioscoop 'Cinema Plaza' uit het interbellum (1923) in quasi originele staat. Binnen was de (kleine) affiche te zien van de originele verfilming van De Witte naar het boek van Ernest Claes, met de Duffelse acteur Jefke Bruyninckx in de hoofdrol. Deze cinema werd genomineerd voor een finaleplaats in Monumentenstrijd 2007 en eindigde uiteindelijk op de tweede plaats.

### Evenementen
- Ballonnekensstoet met vuurwerk, elk jaar op de laatste zaterdag van september.
- Duffelse jaarmarkt, elk jaar op de maandag na 15 oktober.
- Oostfeesten: feest van de lokale middenstand Duffel-Oost
- The Hangavan, organiseerde evenementen voor de jeugd in een leuke, hippe caravan, wordt zelf ook allemaal georganiseerd door jongeren

### Theater
Het amateurtheater is erg actief in Duffel. Het Garageteater Duffel wordt door de provincie Antwerpen erkend als semiprofessioneel.

### Kunst
Duffel telt twee kunstverenigingen: de Hondiuskring en De Pelicaen.

### Muziek
In het nummer Zeester met koffie (een cover van Starfish and Coffee van Prince) zingt Bart Peeters over een kleuterschool in Duffel.

### Culinair
Sedert 2009 behoort het restaurant Nuance in Duffel tot een van de sterrenrestaurants uit de Michelingids.

## Religie en levensbeschouwing

### Katholieke Kerk
De gemeente is onderverdeeld in drie parochies, met name Sint-Martinus (Duffel-West), Onze-Lieve-Vrouw van Goede Wil (Duffel-Oost) en Sint-Franciscus van Sales (wijk Mijlstraat). Deze vormen samen de pastorale zone Duffel, deel van de pastorale regio Mechelen die op haar beurt deel uitmaakt van het vicariaat Vlaams-Brabant en Mechelen in het Aartsbisdom Mechelen-Brussel.

## Mobiliteit

### Openbaar vervoer
In de gemeente bevindt zich op spoorlijn 25 en de parallelle spoorlijn 27 het station Duffel. Daarnaast verbinden verschillende buslijnen van de vervoersmaatschappij De Lijn de gemeente met Antwerpen, Lier, Mechelen en andere gemeenten in de omgeving.

### Wegverkeer
Duffel-Oost en -West zijn met elkaar verbonden via een brug die deel uitmaakt van de verbindingsweg N14 tussen Lier en Mechelen. Andere belangrijke wegen die de gemeente doorkruisen zijn de N108 naar Lier, de Lintsesteenweg die naar Kontich en Lint leidt, de Katelijnsesteenweg richting Sint-Katelijne-Waver en ten slotte de Lage Vosbergstraat die de gemeente verbindt met de E19 en Rumst.

## Economie
De duffelcoats, de bekende jassen met "houtje-touwtjessluiting", ontleenden hun naam aan duffel, een zware, ruwe stof die oorspronkelijk in de gemeente Duffel werd vervaardigd. Dankzij de export van dit laken groeide Duffel uit tot een zeer vermaarde, rijk bewoond gebied met buitengewoon veel mooie huizen.
Vandaag bestaat de economie in Duffel voornamelijk uit industrie zoals aluminium (walsen, profielen) en papierverwerking. Tegenwoordig is er echter een duidelijke tendens naar meer kmo's en dus afgewerkte producten en diensten. Opmerkelijk is ook de video-industrie (Duffelcoat Productions van onder andere De grote boze wolf show).
Op de grens met buurgemeente Lint bevinden zich enkele grote glastuinbouwbedrijven. Ook in de Mijlstraat bevinden er zich veel bedrijven van deze landbouwtak.

## Onderwijs

### Kleuter- en Lager onderwijs

#### Gemeentelijk Onderwijs (OVSG)
- Gemeentelijke basisschool 't Kofschip
- Gemeentelijke basisschool 't Kompas
- Gemeentelijke lagere school De Meyl

#### Gemeenschapsonderwijs (GO!)
- Basisschool Kiliaan

#### Vrij onderwijs (VVKBaO)
- "De Basis"
  - Montessori Duffel[45][46]
  - Vrije Kleuter- en lagereschool Stationstraat
  - Vrije Kleuterschool De Beunt
  - Vrije Kleuterschool Mijlstraat
- BuLO basisschool "Ter Elst"

### Secundair onderwijs

#### Gemeentelijk Onderwijs (OVSG)
- GTI Duffel, biedt voornamelijk TSO-richtingen aan.

#### Vrij onderwijs (VVKSO)
- Sint-Norbertusinstituut, biedt ASO, TSO en BSO aan en daarnaast richt de school ook een HBO-opleiding Verpleegkunde in.

## Sociale kaart

### Algemeen
- OCMW
- Dienstenhuis
- Rode kruis
- Wit-Gele Kruis

### Gezondheid
- Universitair Psychiatrisch Centrum Duffel
- Dagcentrum De Maretak
- Christelijke Mutualiteit
- Socialistische Mutualiteiten

### Gezins- en bejaardenhulp
- Familiehulp
- Landelijke Thuiszorg
- SOWEL
- Thuishulp - provincie Antwerpen

### Bijzondere Jeugdzorg
- Jeugdzorg Ter Elst
- Oikonde

### Rusthuizen
- Woon- en zorgcentrum Sint-Elisabeth
- Woon- en zorghuis Hof van Arenberg

### Studentenvoorziening
- Pedarooienberg: studentenhome

## Sport
Een tijdlang was basketbalclub Bus Lier, voormalig landskampioen en bekerwinnaar, actief in sporthal De Pollepel. De club hield op te bestaan in 1978. Heden is KBBC Duffel actief in de gemeente. De gemeente telt twee voetbalclubs, KVV Duffel (actief in de Vierde provincialeafdeling) en SC Duffel (actief in de Eerste provincialeafdeling). In het verleden waren er ook nog KFC Duffel en VK Jimboys Duffel. Daarnaast huisvest de gemeente onder meer turnvereniging Oefening Geeft Kracht, atletiekclub KAC Duffel, badmintonvereniging BC-Duffel en inlineskaten- en inlinehockeyclub Duffel Lapwings.

## Bekende Duffelaars

### Geboren
- Cornelis Abts (1529-1607), taalgeleerde en dichter
- Hendrik Hondius (I) (1573-1650), etser
- Martinus Reypens (1800-1846), politicus en arts
- August Reypens (1842-1902), politicus en brouwer
- Xavier Temmerman (1850-1920), kanunnik
- Jan Corneel Tisson (1855-1929), folkloristisch figuur
- Gustaaf Van der Linden (1881-1955), politicus
- Ludo Sels (1916-1988), politicus
- Jef Bruyninckx (1919-1995), acteur, film- en televisieregisseur
- René Nauwelaerts (1919-1998), politicus
- Henri Diricx (1927-2018), voetballer
- Willie Cools (1931-2011), graficus en schilder
- Willy Dehaen (1931-2010), politicus
- Gilberte Verschaeren (1939), zangeres en presentatrice
- Luc Deleu (1944), architect en kunstenaar
- Jozef Cuyvers (1947-2020), politicus
- Jan De Smet (1953), muzikant bij De Nieuwe Snaar
- Marc Peeters (1953), acteur
- Martine Reynaers (1956), onderneemster
- Jan Van der Roost (1956), componist en dirigent
- Sonja Becq (1957), politica
- Hilt de Vos (1957), actrice
- Johan Op de Beeck (1957), journalist, nieuwsanker en auteur
- Peter Verlinden (1957), journalist en auteur
- Eloi Glorieux (1960), politicus
- Marc Somers (1961), wielrenner
- Bart Van Avermaet (1961), acteur
- Reinold Vallinga (1962), auteur
- Hildegard Warnink (1962), jurist en docent kerkelijk recht
- Martine De Graef (1963), politica
- Dirk Van Engeland (1964-2017), geschiedkundige van de Duffelse geschiedenis
- Patrick Van Kets (1966-2022), voetballer en coach
- Marc Janssens (1968), veldrijder
- Erik Van Den Eynden (1968), bankier en bestuurder
- Aldo Struyf (1968), zanger en muzikant
- Chris Van Tongelen (1968), (musical)acteur, producer, regisseur en zanger
- Geert Buelens (1971), essayist, columnist en hoogleraar
- Anja Smolders (1973), atlete
- Bart Cannaerts (1980), stand-upcomedian
- Sjef De Wilde (1981), wielrenner
- Mieke Geens (1982), atlete
- Kevin De Weert (1982), wielrenner
- Jan Van den Bosch (1984), acteur
- Evert Verbist (1984), wielrenner
- Willem Storms (1985), zanger
- Hanne De Haes (1986), volleybalster
- Sofie Joosen (1986), politica
- Vincent Banić (1988), acteur en model
- Yoni Buyens (1988), voetballer
- Metejoor (1991), zanger
- Jan Mertens (1995), voetballer
- Marthe De Pillecyn (1996), zangeres
- Andreas Pereira (1996), voetballer
- Stijn Desmet (1998), shorttracker

### Woonachtig
Bekende personen die woonachtig zijn of waren in Duffel of een andere significante band met de gemeente hebben:
- Johan IX van Merode (1535-1601), heer van Duffel
- Theodoor Smet (1783-1853), orgelbouwer
- Jan-Baptist Abbeloos (1836-1906), priester en hoogleraar
- Victor Van de Walle (1849-1927), notaris en politicus
- Prosper De Troyer (1880-1961), schilder
- Louis Budts (1890-1977), wielrenner
- Emiel Van Hamme (1900-1998), politicus
- Denijs Dille (1904-2005), priester
- Suske Henderickx (1907-1971), muzikant en humorist
- Clem Herinckx-Van Winkel (1927-2015), syndicaliste en politica
- Louis Contryn (1929-2014), poppenspeler en toneelregisseur
- Jos Vanroy (1936-2020), syndicalist en politicus
- Guido De Vos (1939), politicus
- Paul Jambers (1945), televisiemaker
- Marc Van der Linden (1959), politicus
- Lili Stevens (1960), politica
- Rita Bellens (1962), politica
- Michiel Devlieger (1964), televisiemaker en -presentator
- Pascale Naessens (1969), fotomodel en televisiepresentatrice
- Staf Aerts (1981), Vlaams Parlementslid

### Fictief
- Het personage Urbaan Van Praet uit het Vlaamse radioprogramma Het Leugenpaleis woonde in de Kiliaanstraat in Duffel
- Jos en Ria Welvaert, uit de serie Eigen kweek, zijn origineel afkomstig van Duffel vooraleer ze een boerderij in Wijtschate erfden.

## Trivia
- In de Angelsaksische wereld kent men duffel coats (gebruikt in de Royal Navy sinds de jaren 1890) en ook duffel bags (ingevoerd rond 1915 en vooral populair in de surfercultuur). Beide zijn afgeleid van het Duffelse laken, dat al in 1677 een Engels leenwoord werd (duffel).[47] In de Nederlandse taal vinden we het woord induffelen met dezelfde afkomst.[48]
- De Corsellis-SINAPS-hersencollectie bevindt zich in het Psychiatrisch Ziekenhuis van Duffel.
- Aan het station staat een fraaie solitaire treurwilg met een omtrek van 360 cm (2024).[49]